# Biserica de lemn din Frătești

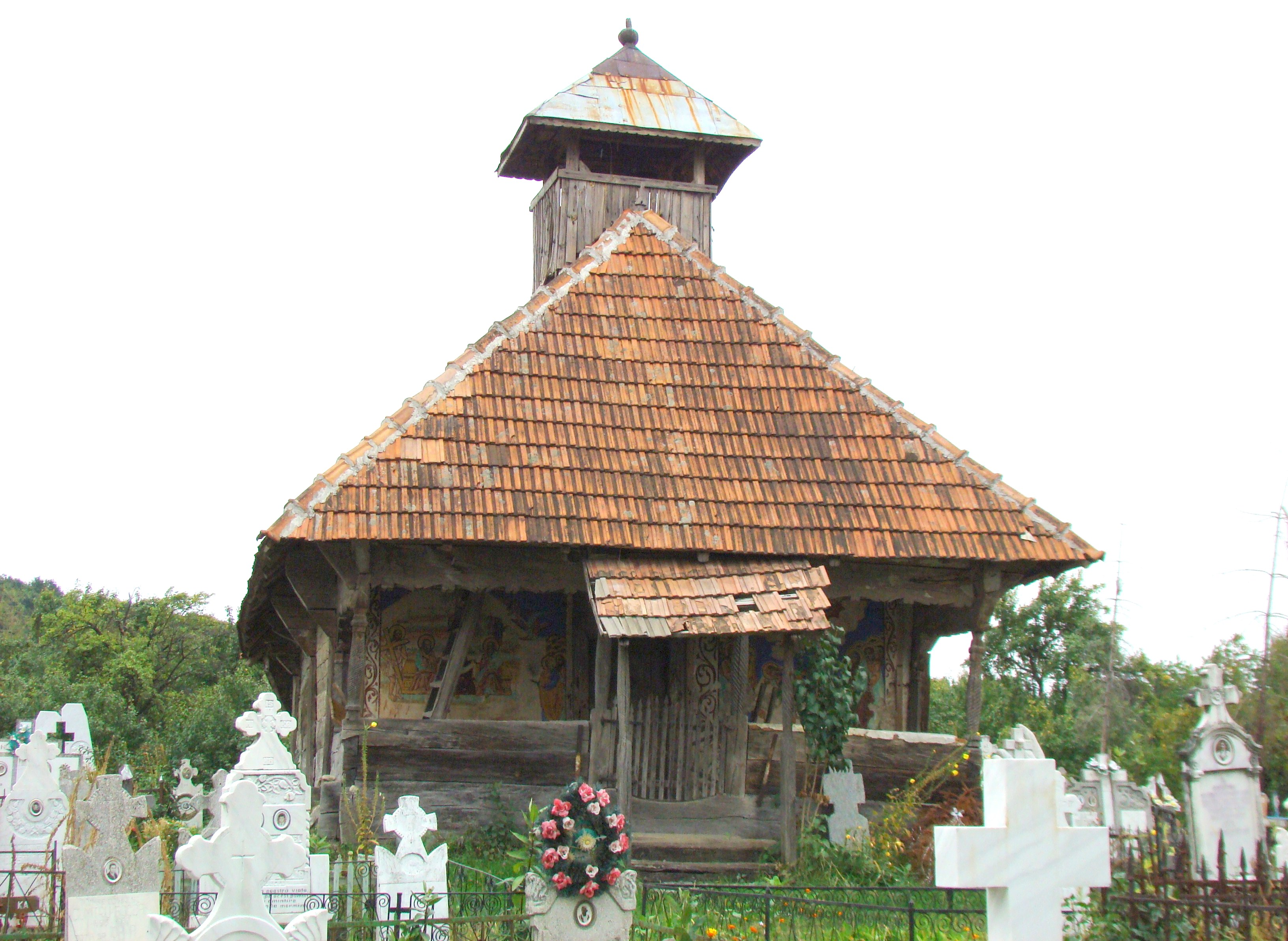
Biserica de lemn „Adormirea Maicii Domnului” din Frătești, comuna Lelești, județul Gorj, foto: septembrie 2009.

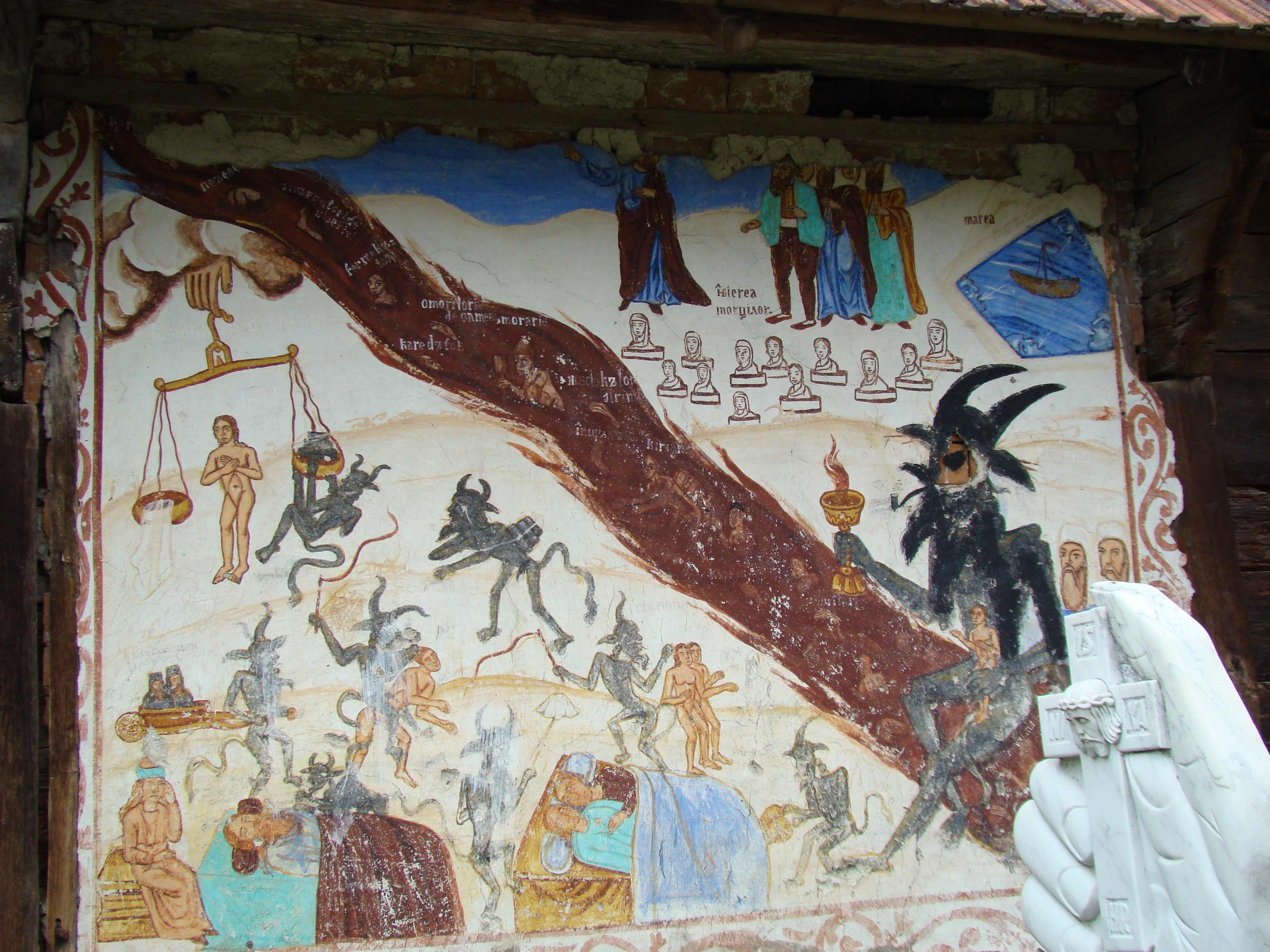

Biserica de lemn din Frătești, comuna Lelești, județul Gorj, a fost construită în 1825. Are hramul „Adormirea Maicii Domnului” (15 august). Lăcașul este unul exemplar pentru arhitectura de lemn sacrală gorjeană. Prin sculptura în torsadă a stâlpilor pridvorului ne arată ce surse de inspirație au putut avea meșteri celebri ca Antonie Mogoș și sculptorul modern Constantin Brâncuși. Pisaniile zugravilor surprind un context istoric de excepție, în primii ani de la unirea principatelor române. Penelul lor trădează în același timp trecerea de la grafia veche chirilică la cea latină, grăitoare pentru epoca de reforme culturale, sociale și politice prin care treceau românii de la sud și est de Carpați. Biserica se află pe noua listă a monumentelor istorice sub codul LMI:  GJ-II-m-B-09303. Biserica zace abandonată și lăsată în paragină, în cimitirul satului, având aceeași soartă tristă ca a multor alte biserici de lemn din localități în care s-au ridicat mai noi și „frumoase” biserici de zid. Singurii „enoriași” care-i mai calcă pragul sunt liliecii care zboară nestingheriți prin toate cotloanele.

## Istoric și trăsături
Două pisanii scrise cu penelul pe pereți fixează efortul de înzestrare al bisericii cu icoane și zugrăveală în secolul 19. Peste intrare se poate încă citi parțial scrisoarea zugravului Tudorache Marinescu din Craiova: „... biserică unde să prăznuiește hr[amul ... Ador]mirea Maici Domn[ului] făcutusau în zilele pre înălțatulu[i nostru] Domn Alicsandru Ioan Cuza, întâiul domnitor prințipatelui unit Moldaviea și [Valahiea] cu bine cuvântarea prea osfinții sale d. d. Calinic episcopul Râmnicului și cei ce sau ostenit, Domnul îi va scri întru înpărățiea cerurilor, amin. Anu 1862 luna iunie 25. Zugrav Tudorache Marinescu ot Craiova”. Pisania este remarcabilă prin grafia ei mixtă, ce surprinde trecerea de la vechile litere chirilice la cele latinești, precum și prin contextul istoric de excepție în care se aflau principatele române, unite decurând sub primul domn comun, Alexandru Ioan Cuza, al cărui nume și titulatură sunt evidențiate, conform vechiului obicei. După semnătura de pe o icoană împărătească se poate deduce că întreg iconostasul este executat de acest zugrav.
A doua pisanie se află peste intrarea din naos și notează următoarele date: „Această Sfântă și Dumnedzească Biserică ce sau Reparat cu Tencuitu și Dzugrăvitu după cum să vede ân Anu 1875 Iunie 13. T. Petrescu Pictor”.

## Imagini din exterior

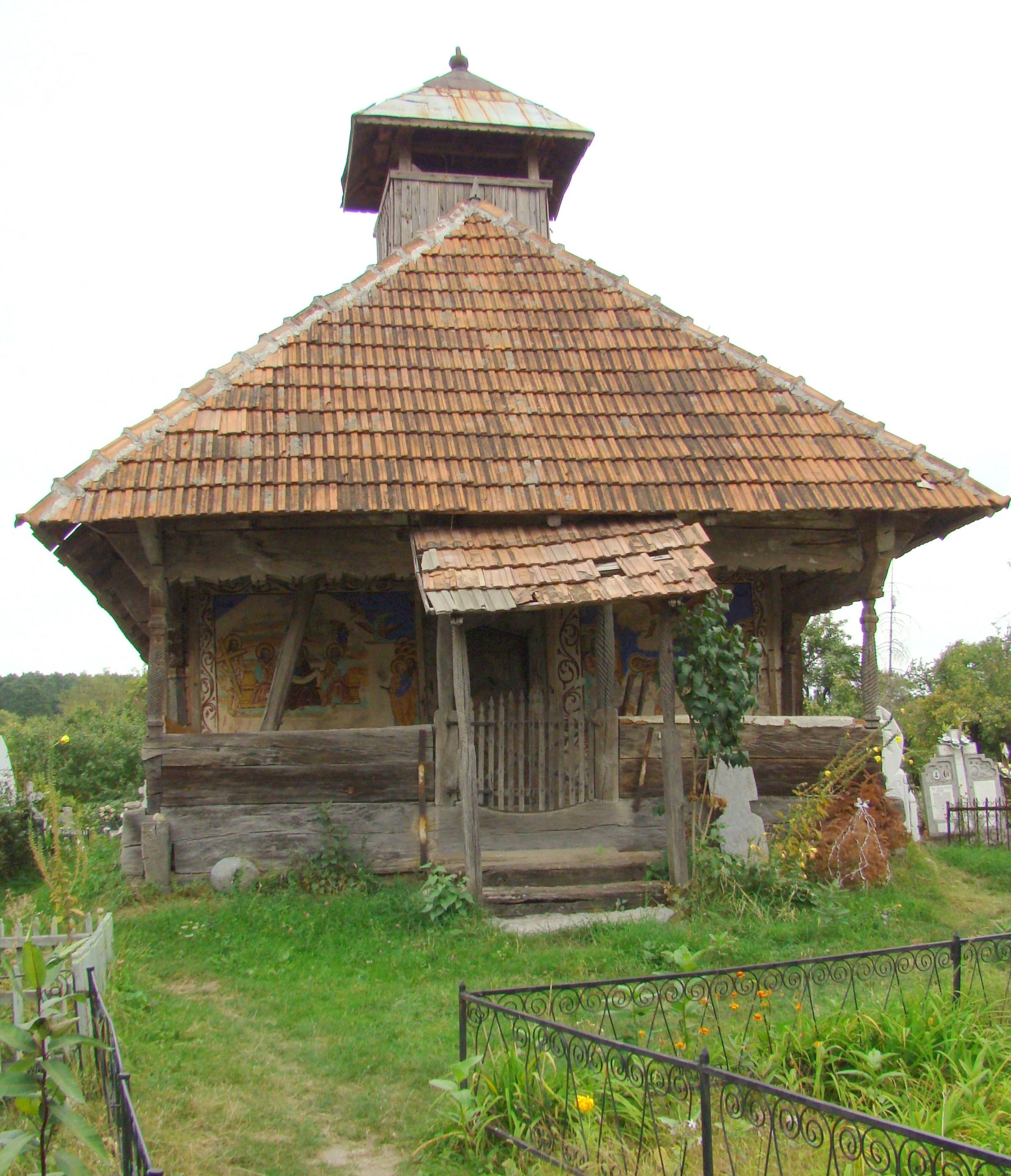
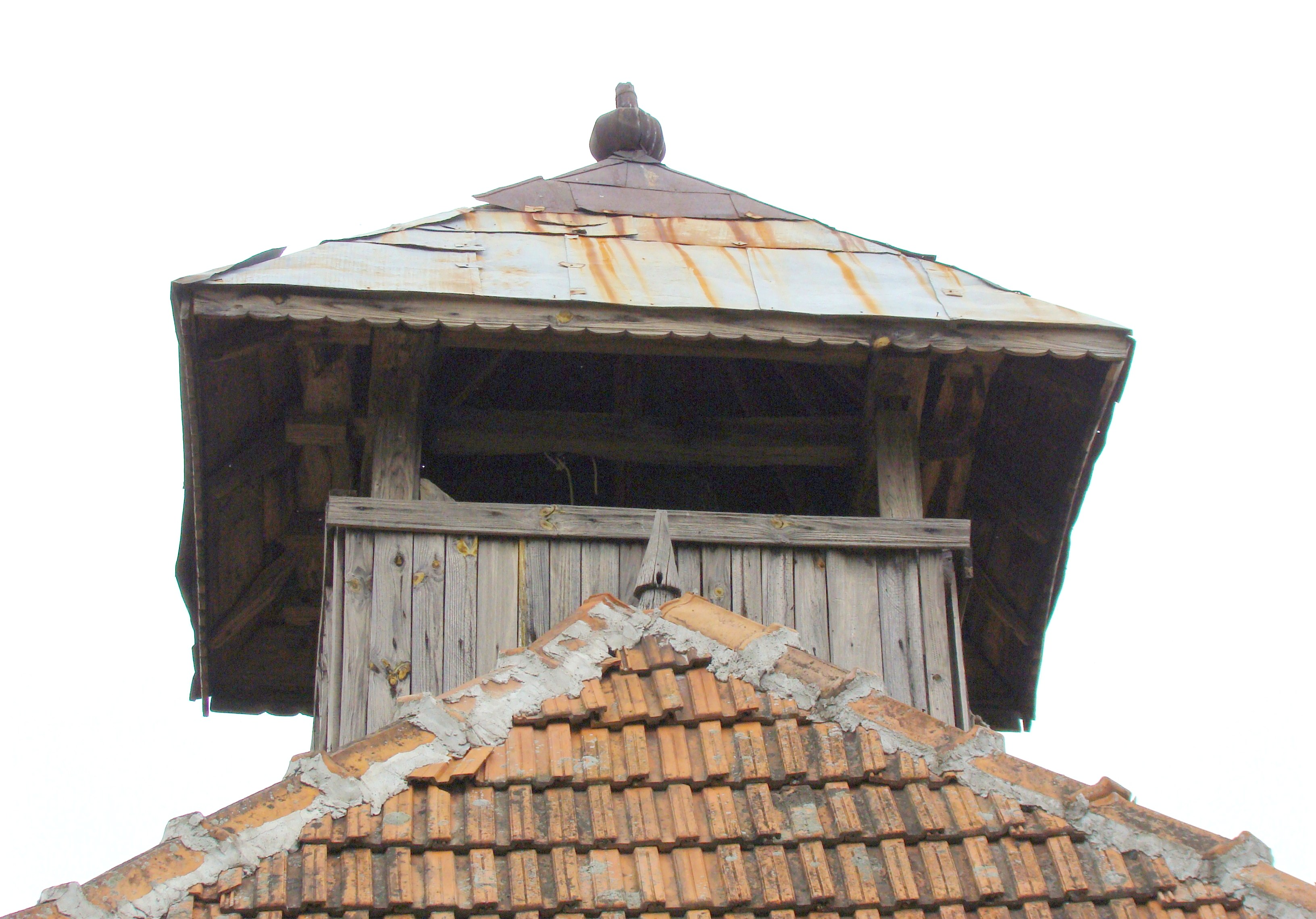
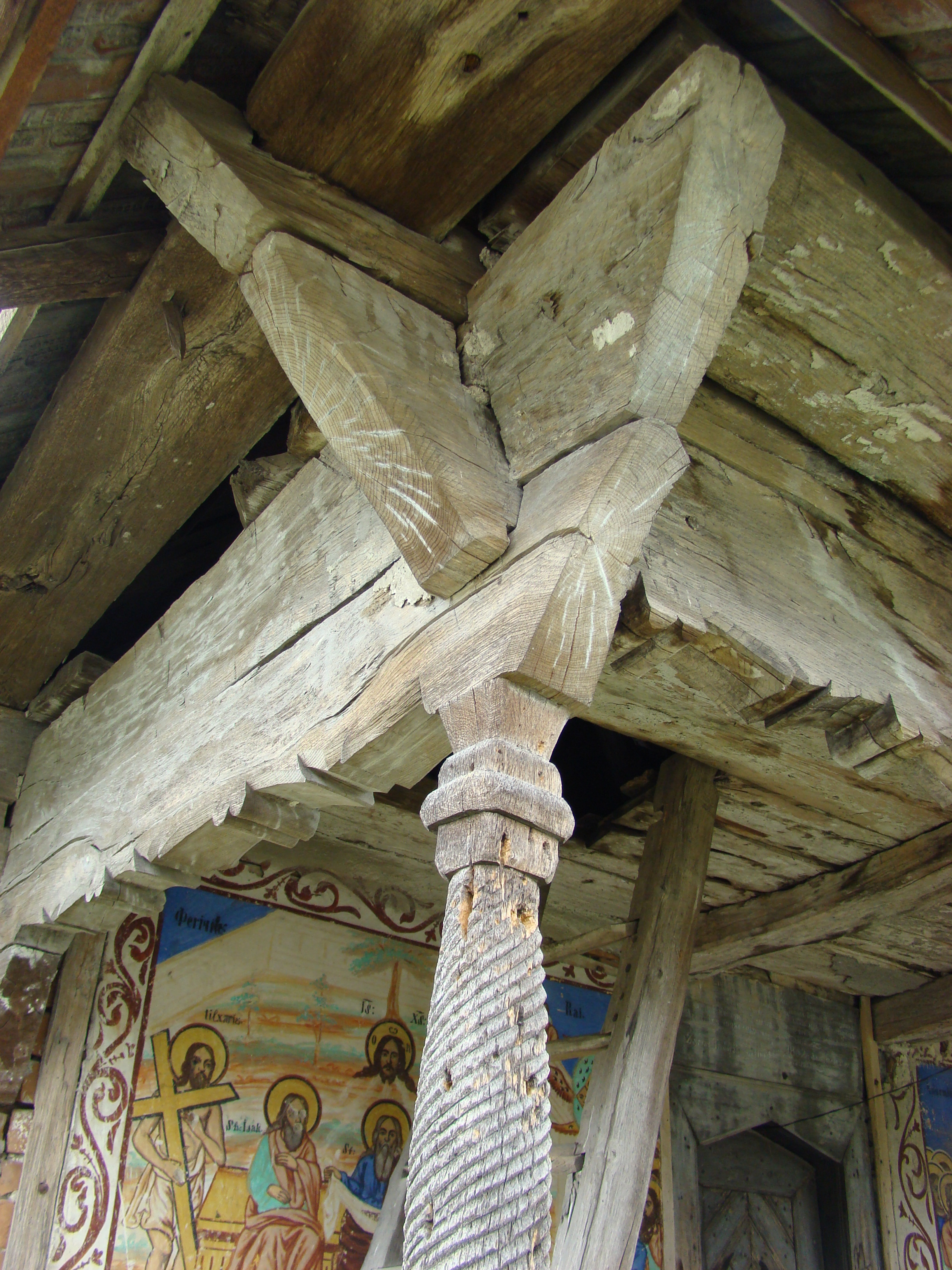
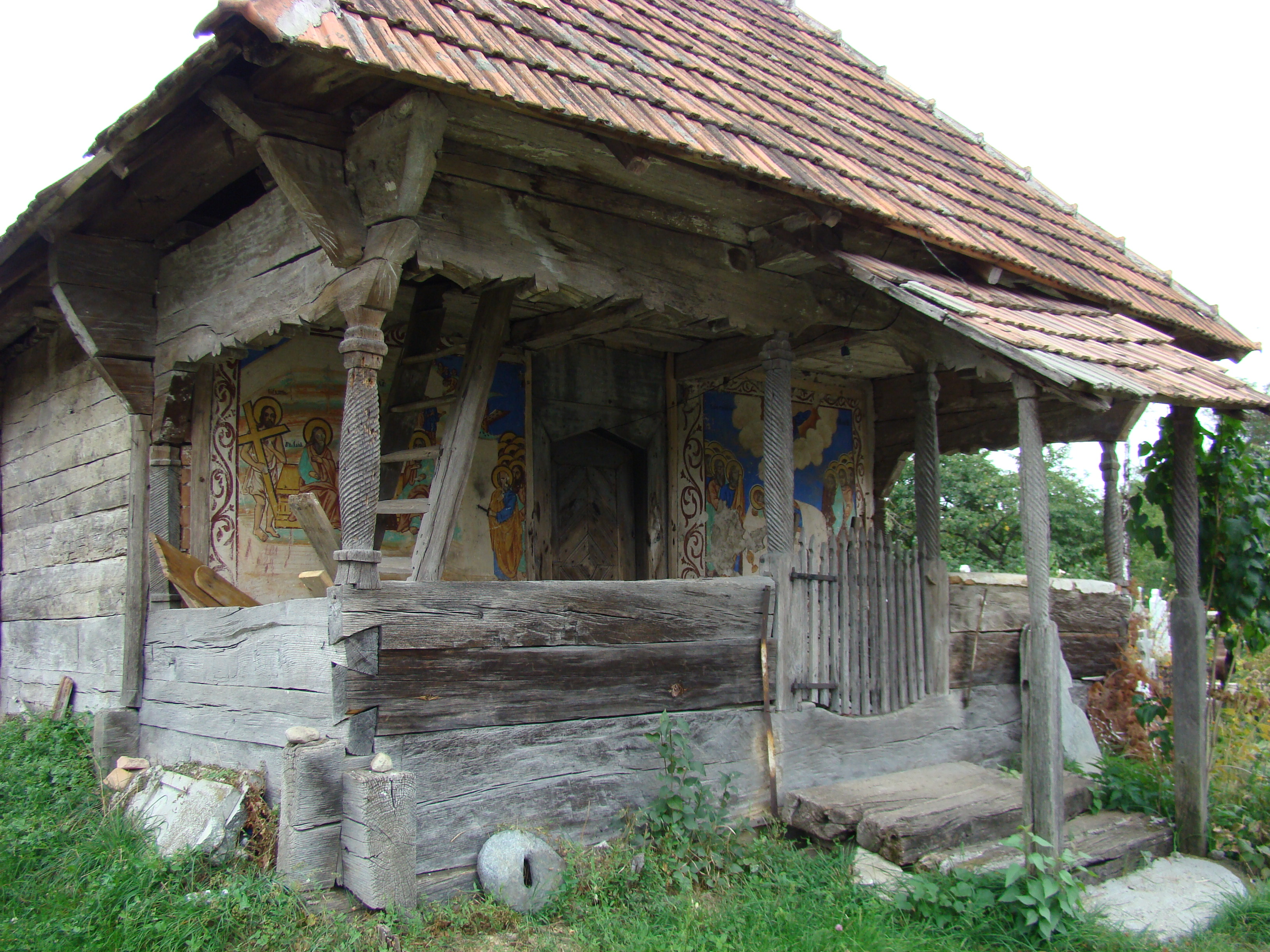
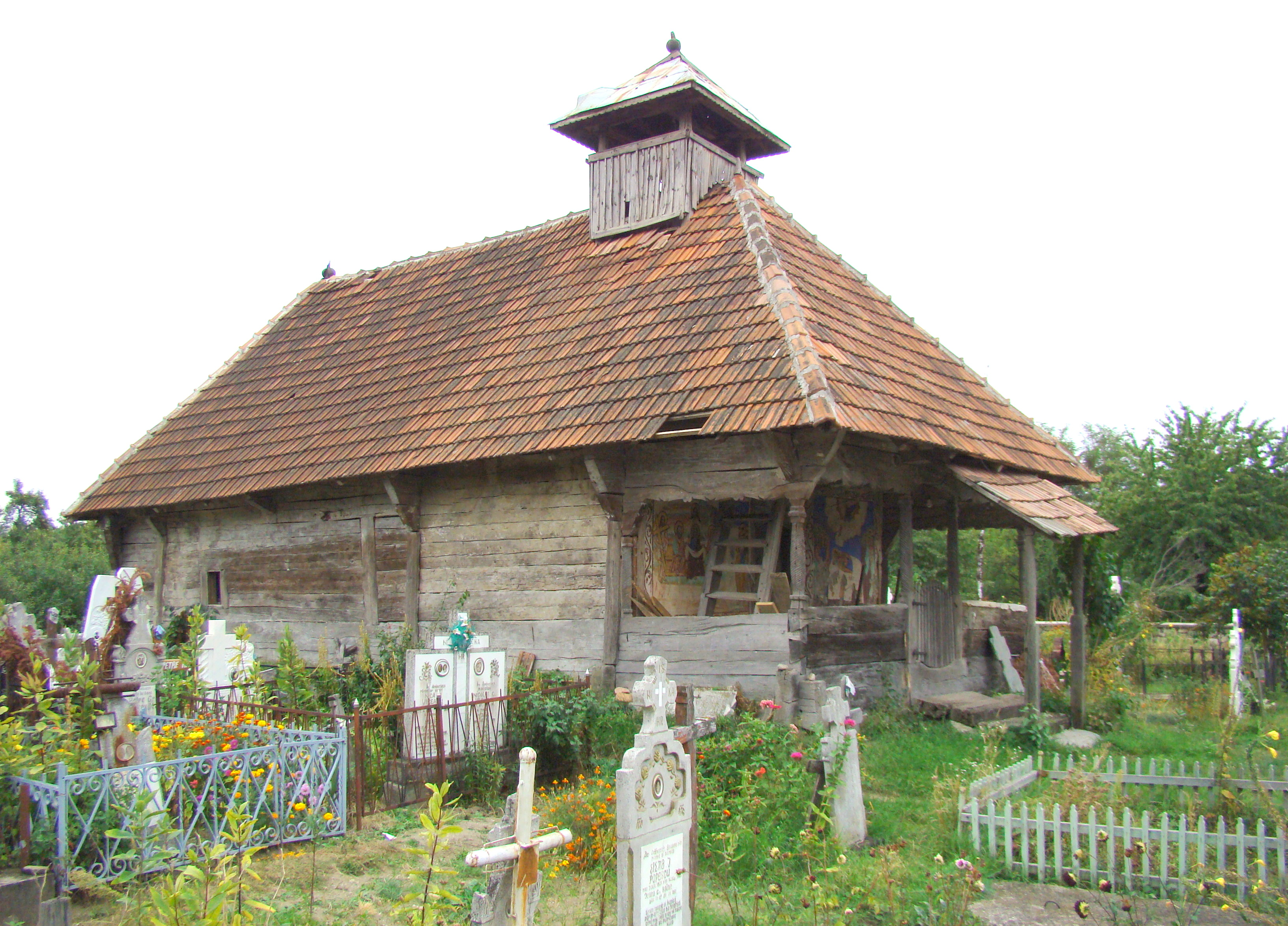
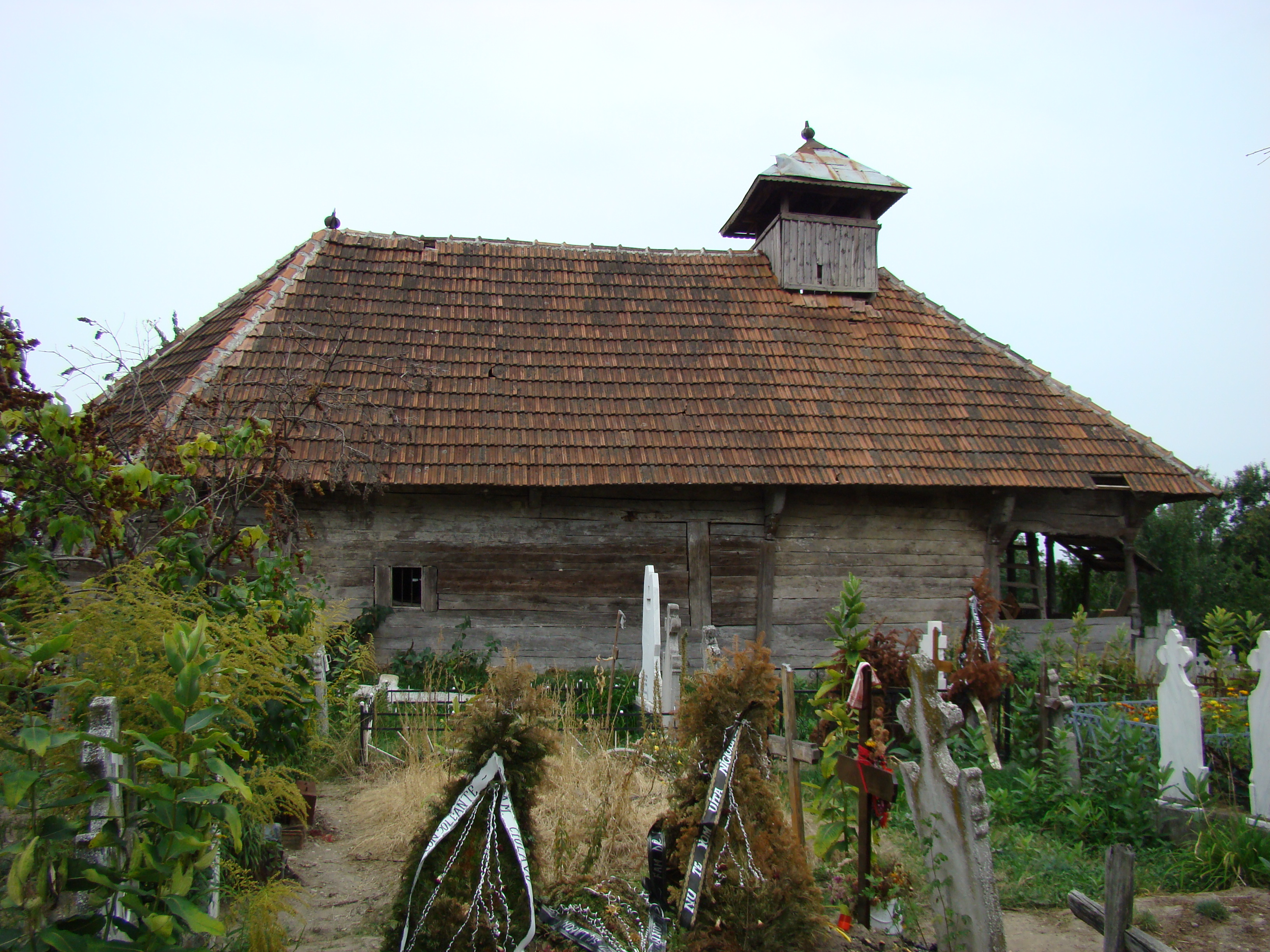
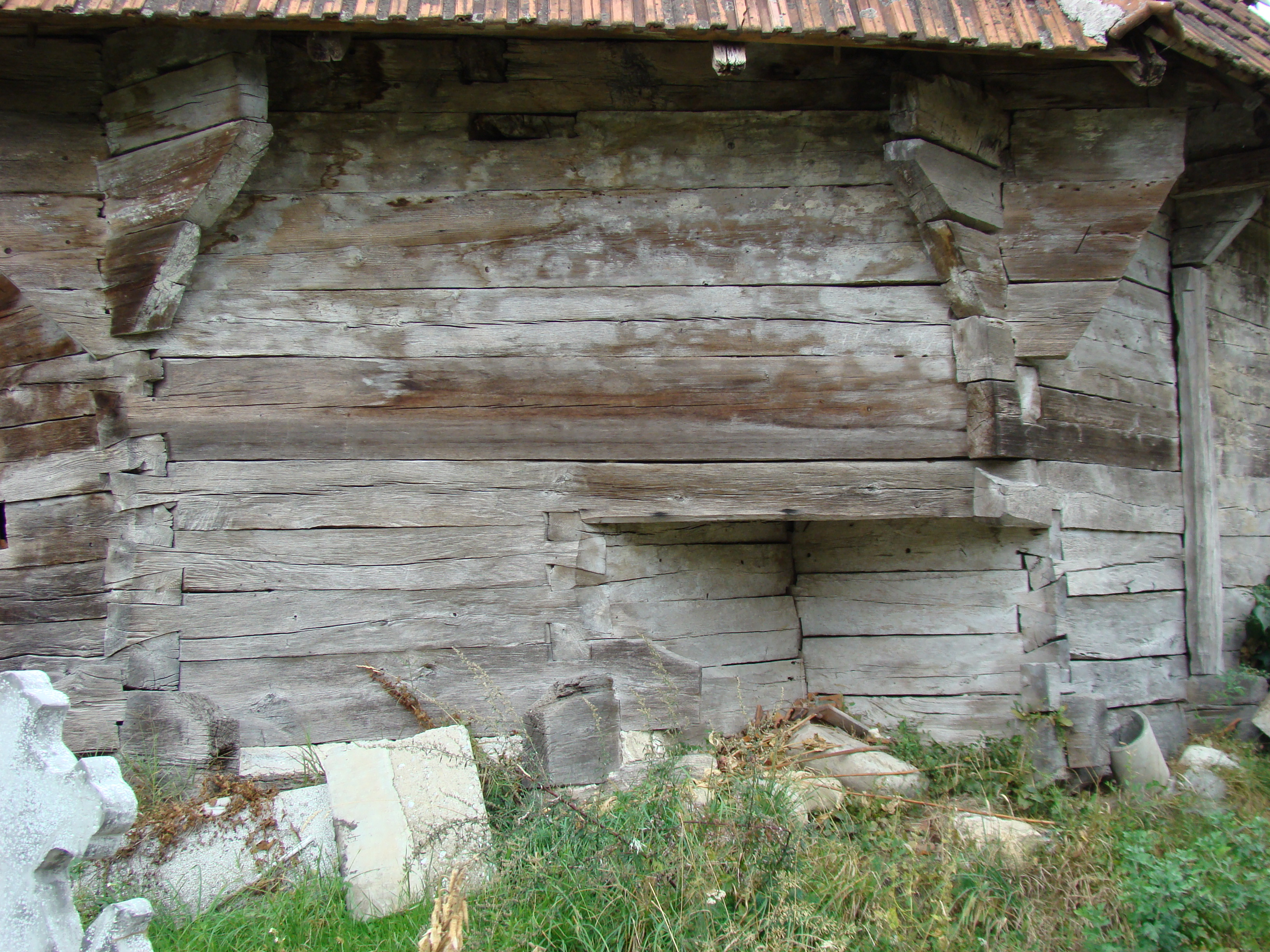
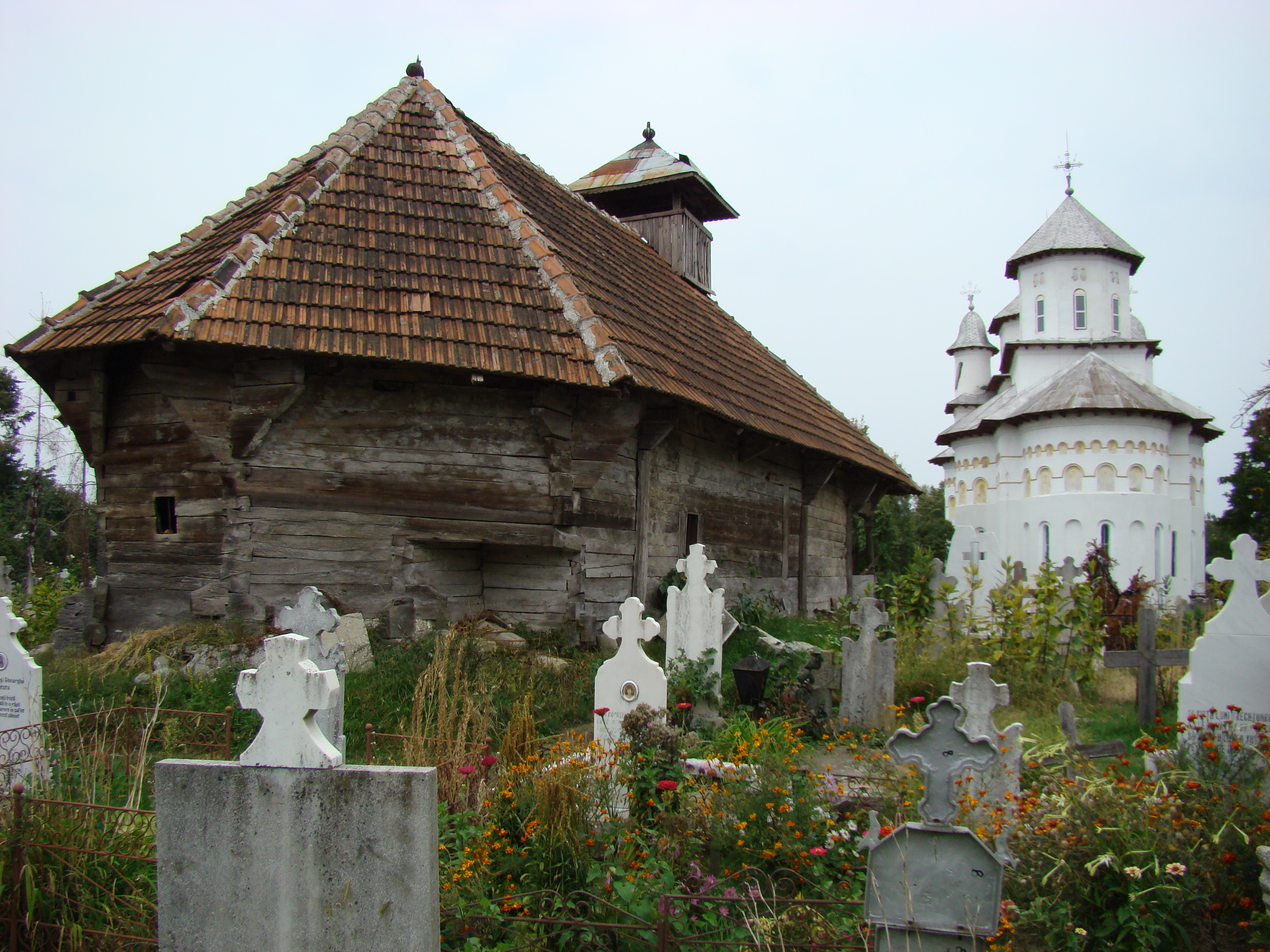
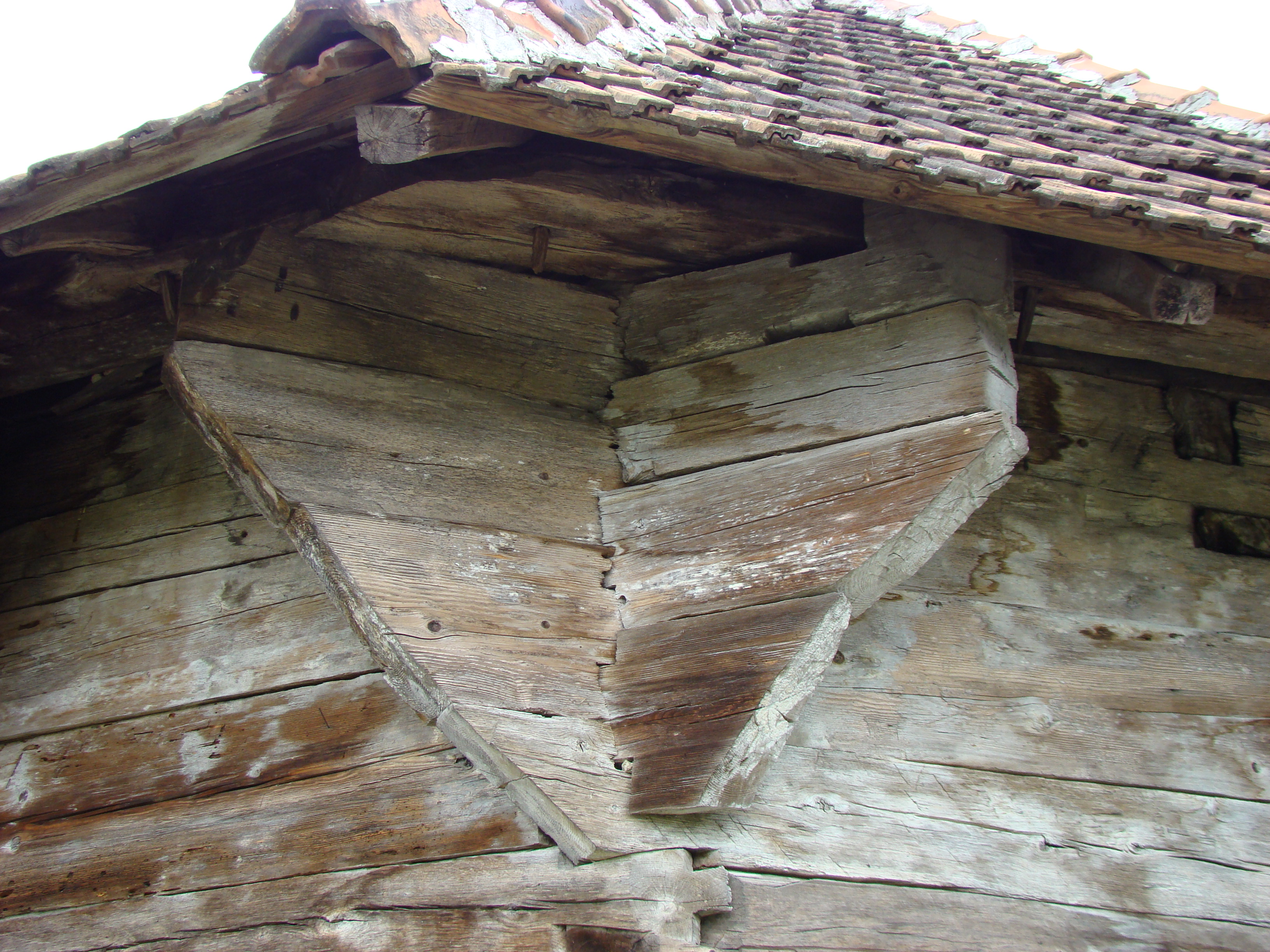
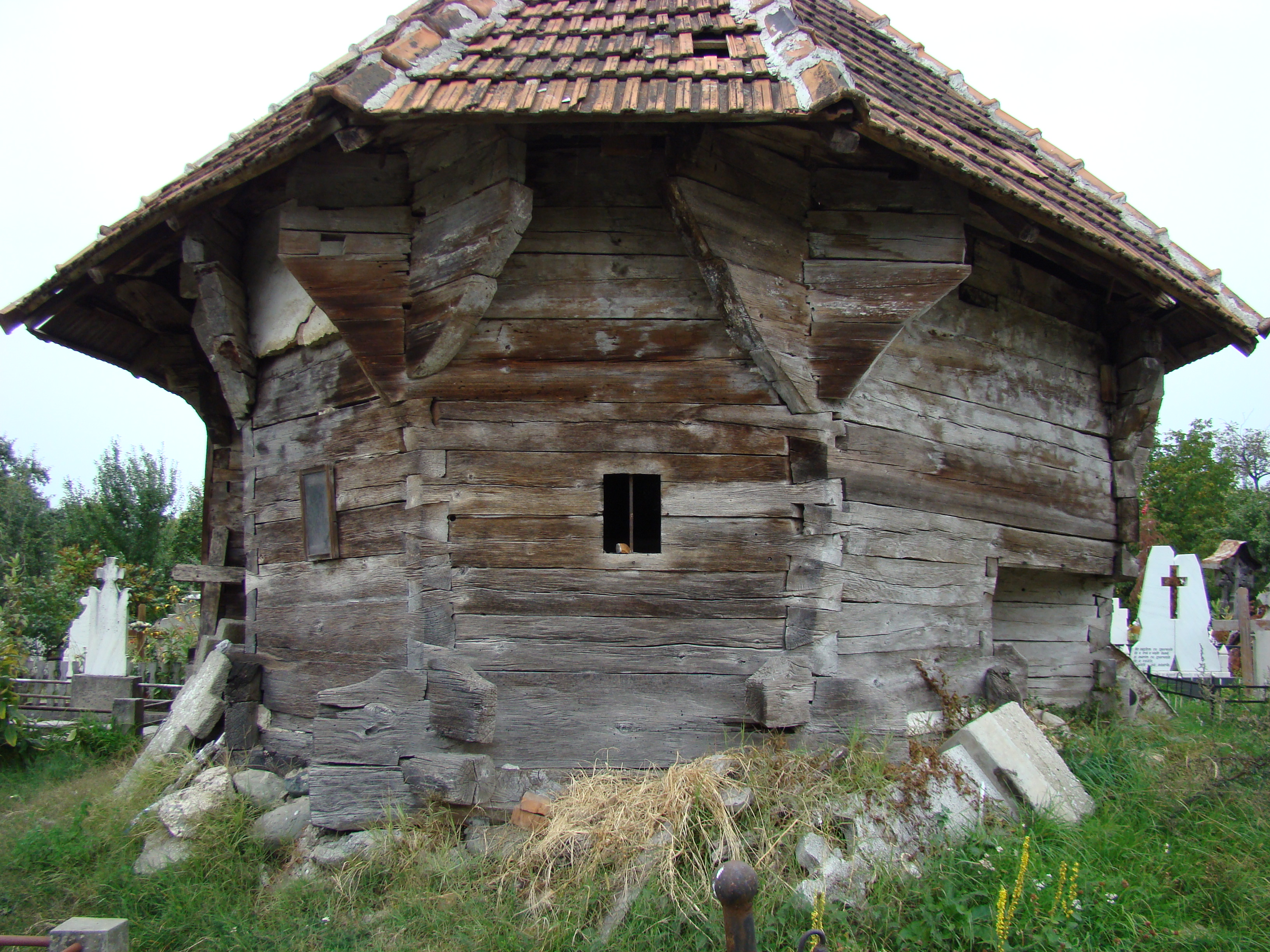
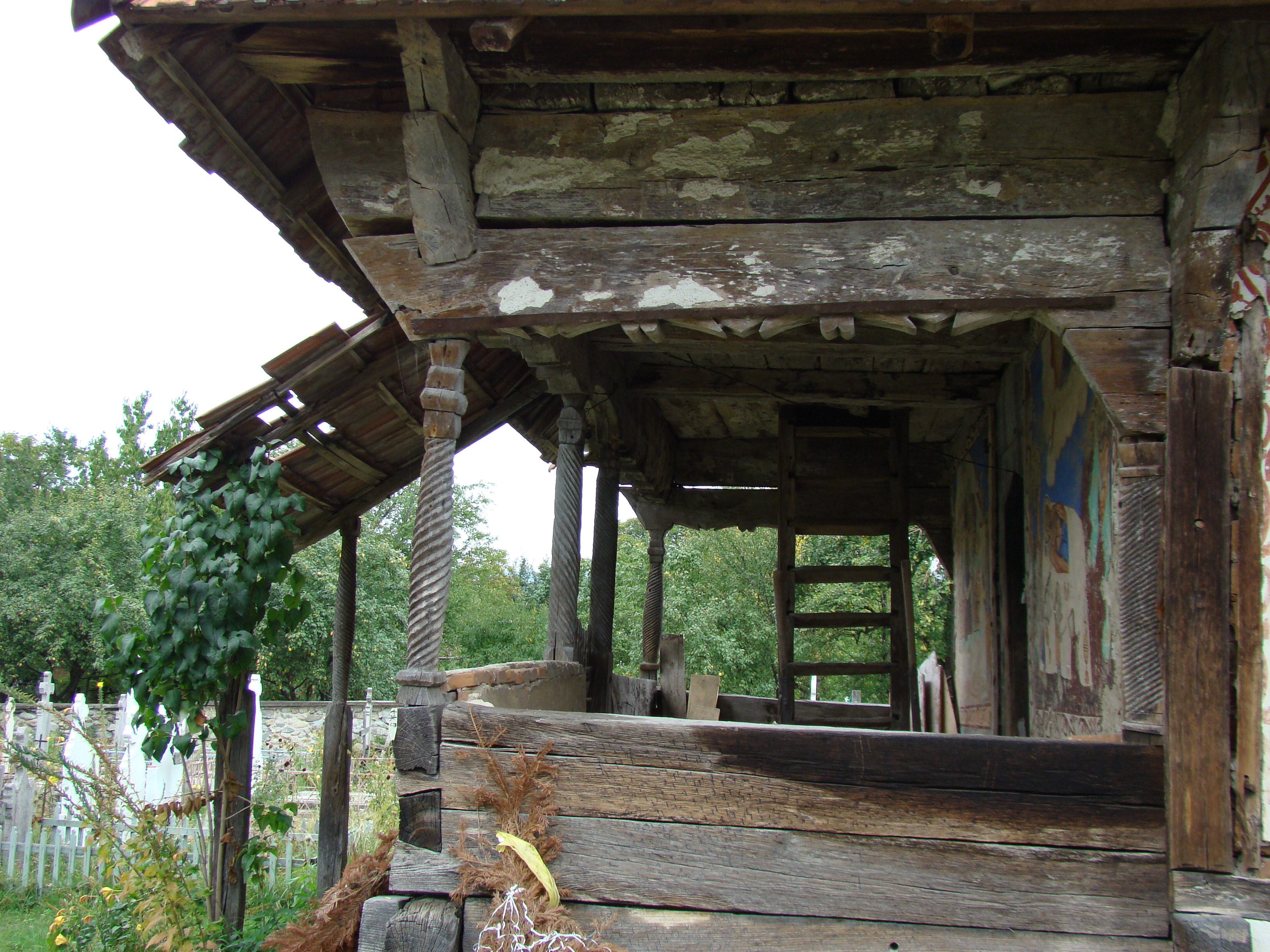
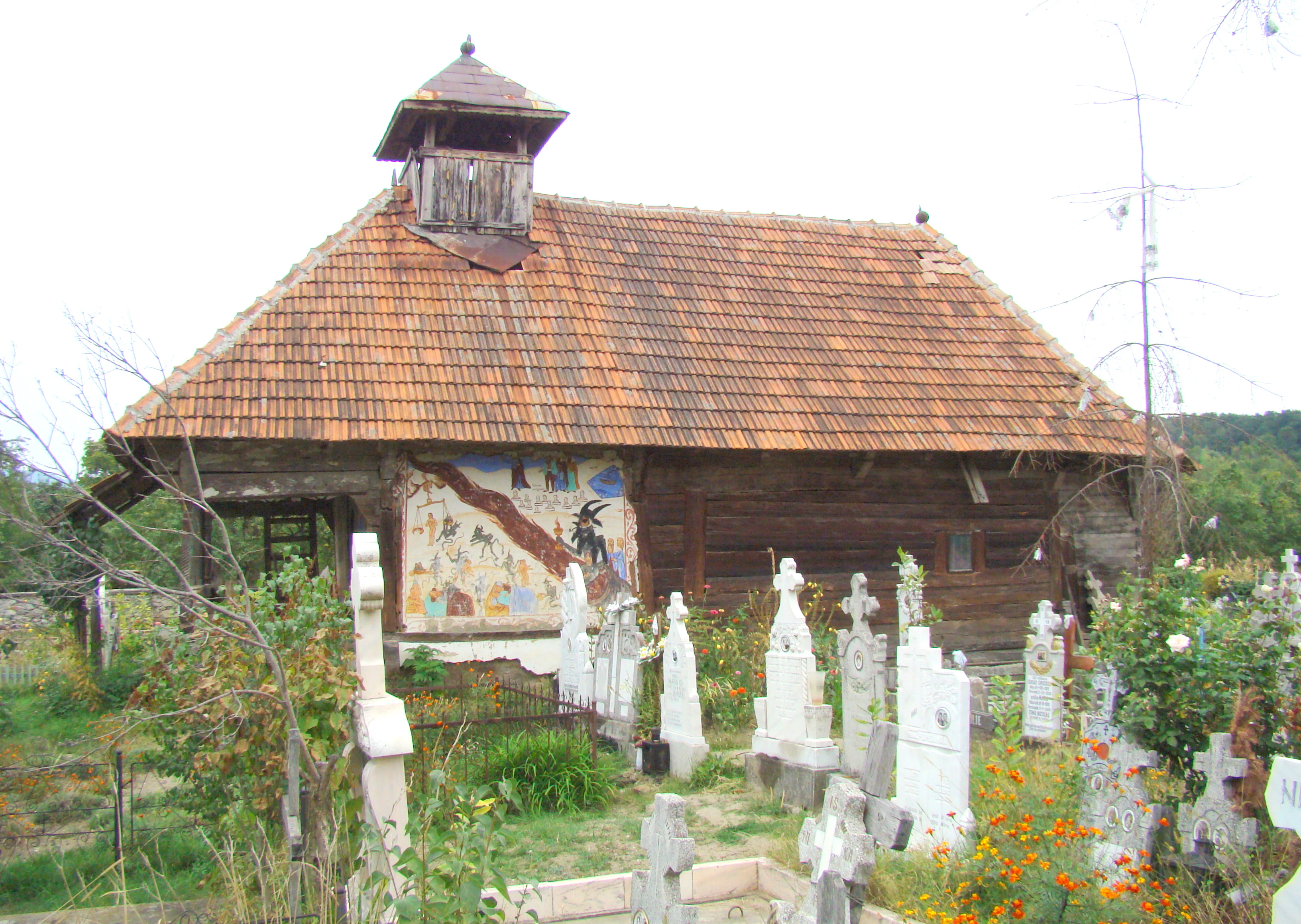
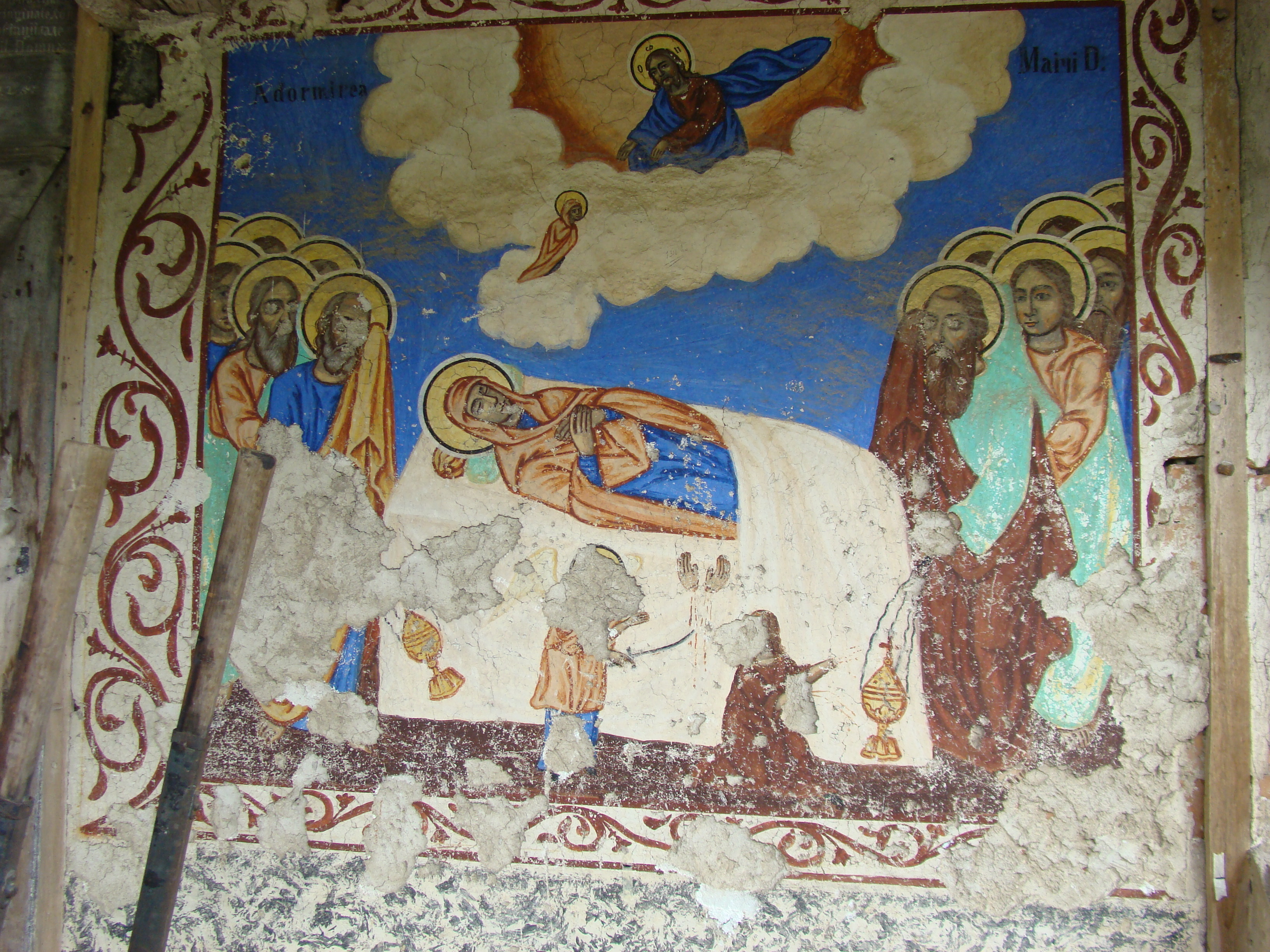
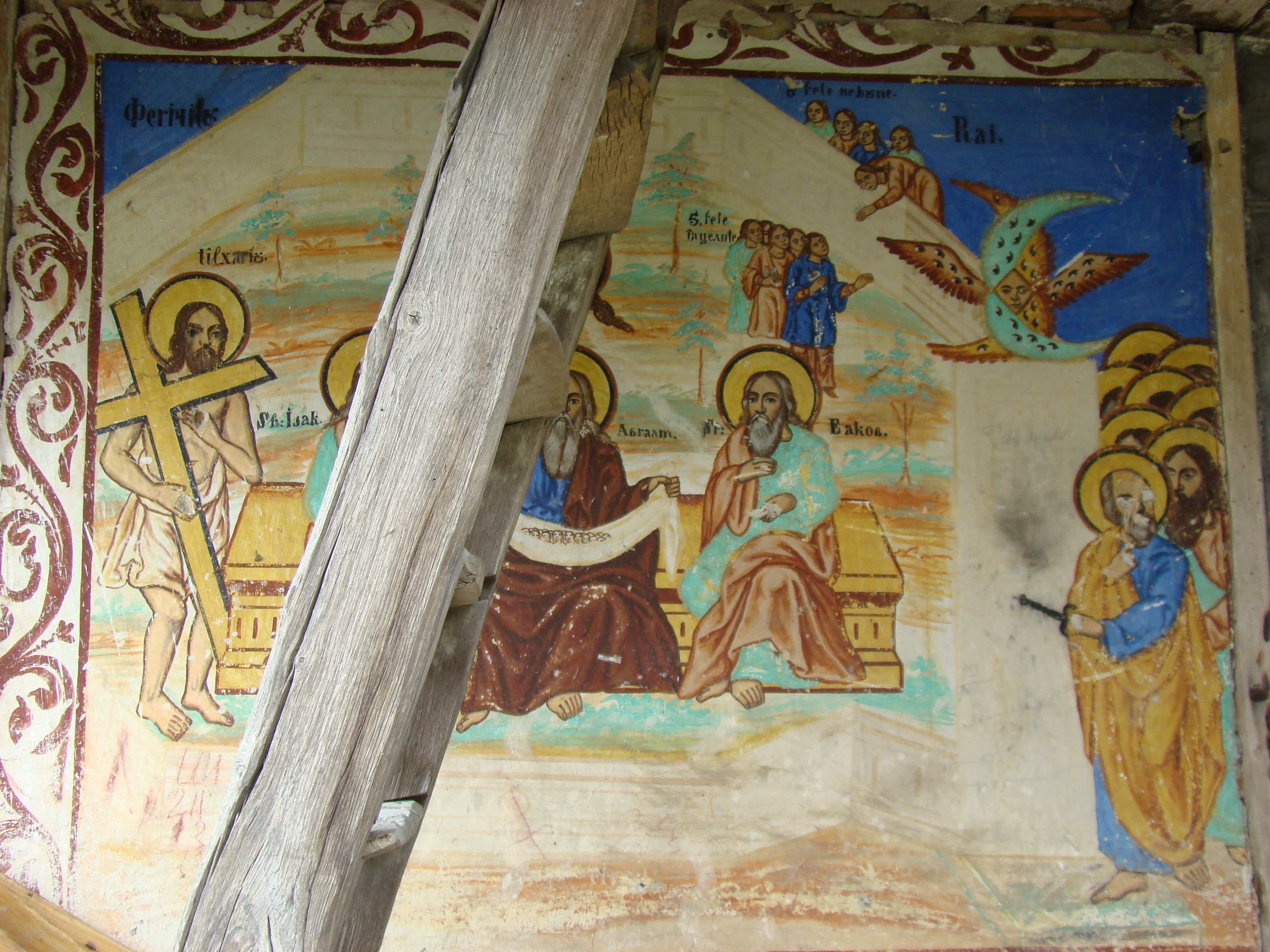
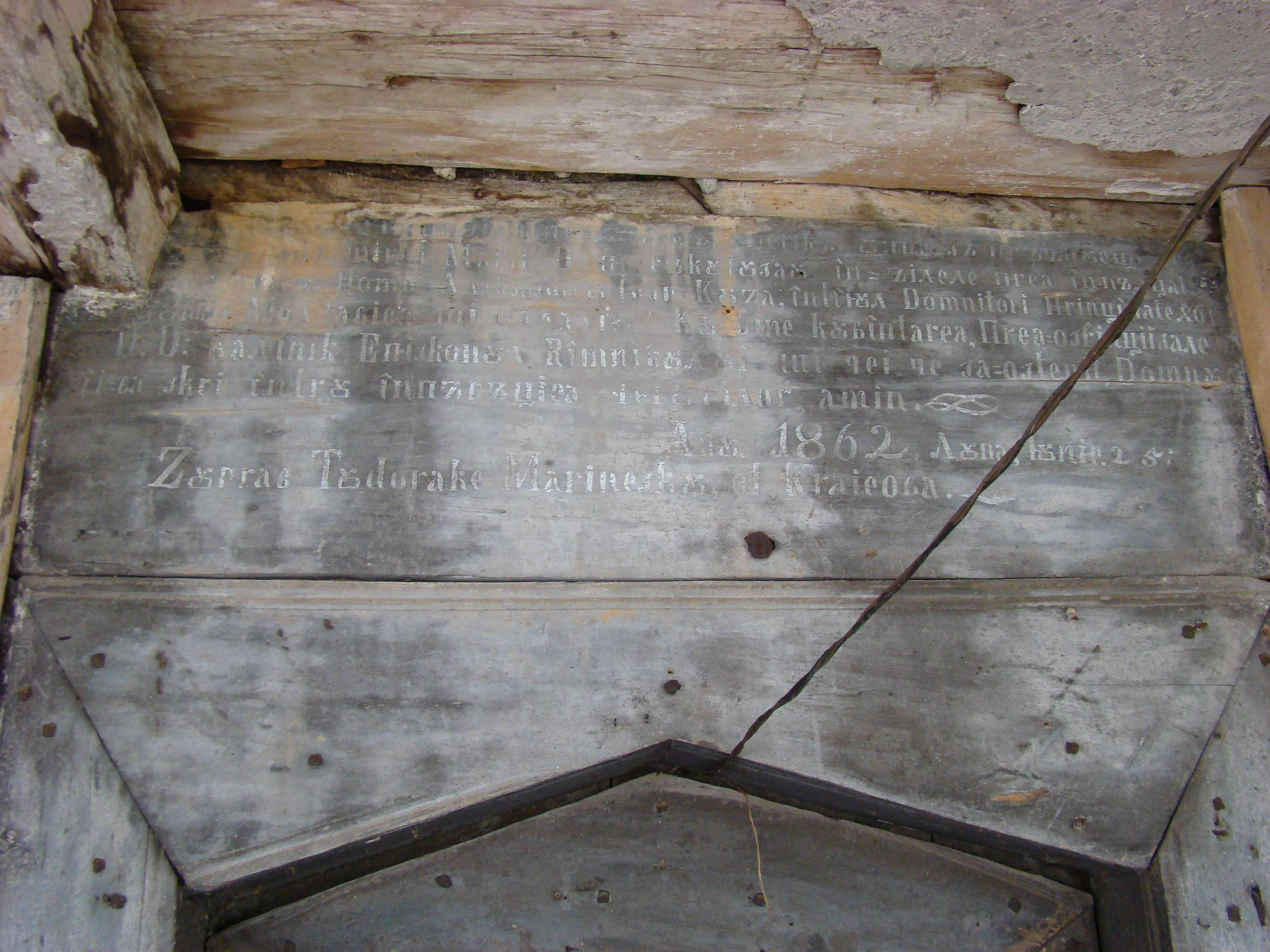
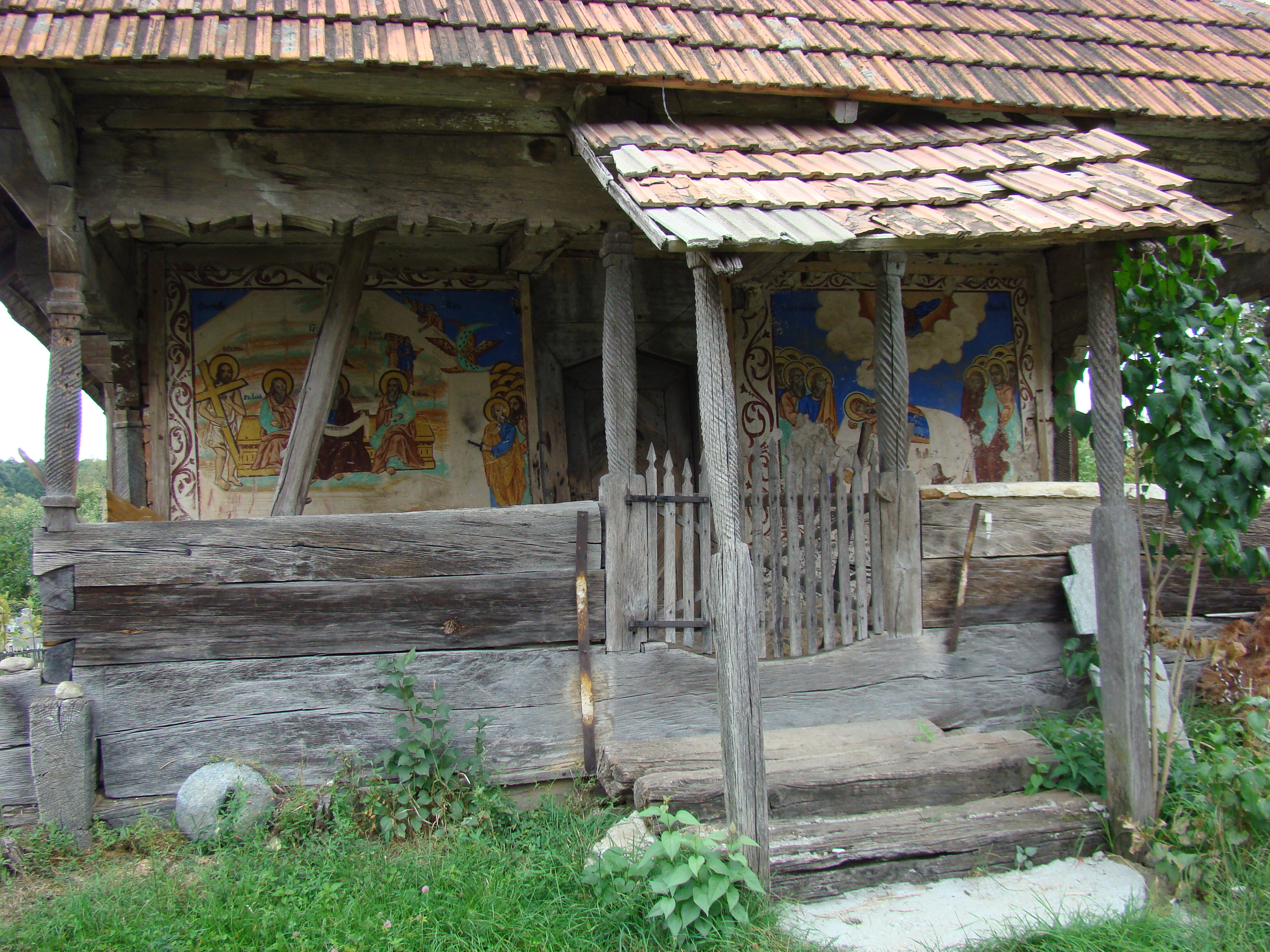
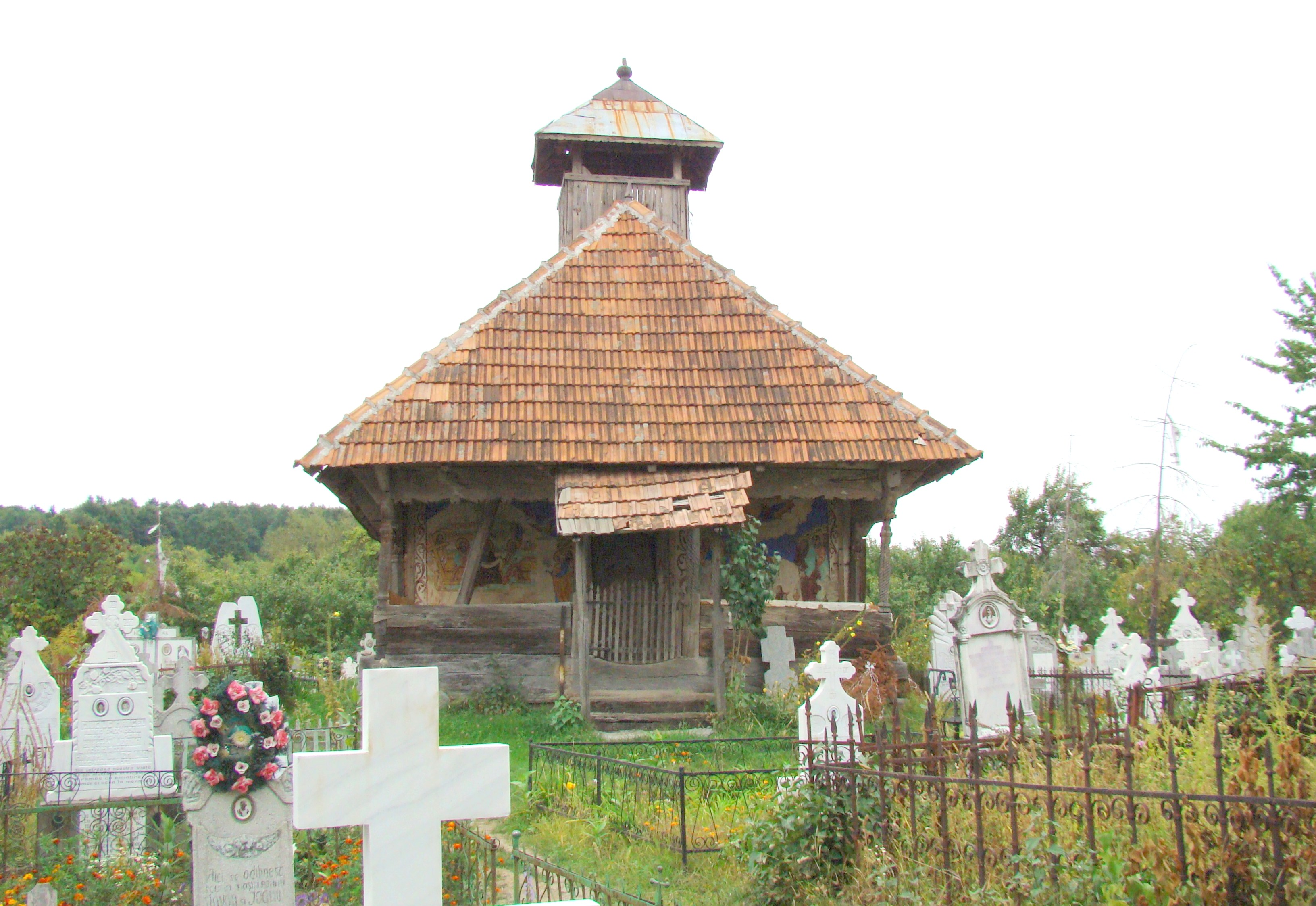
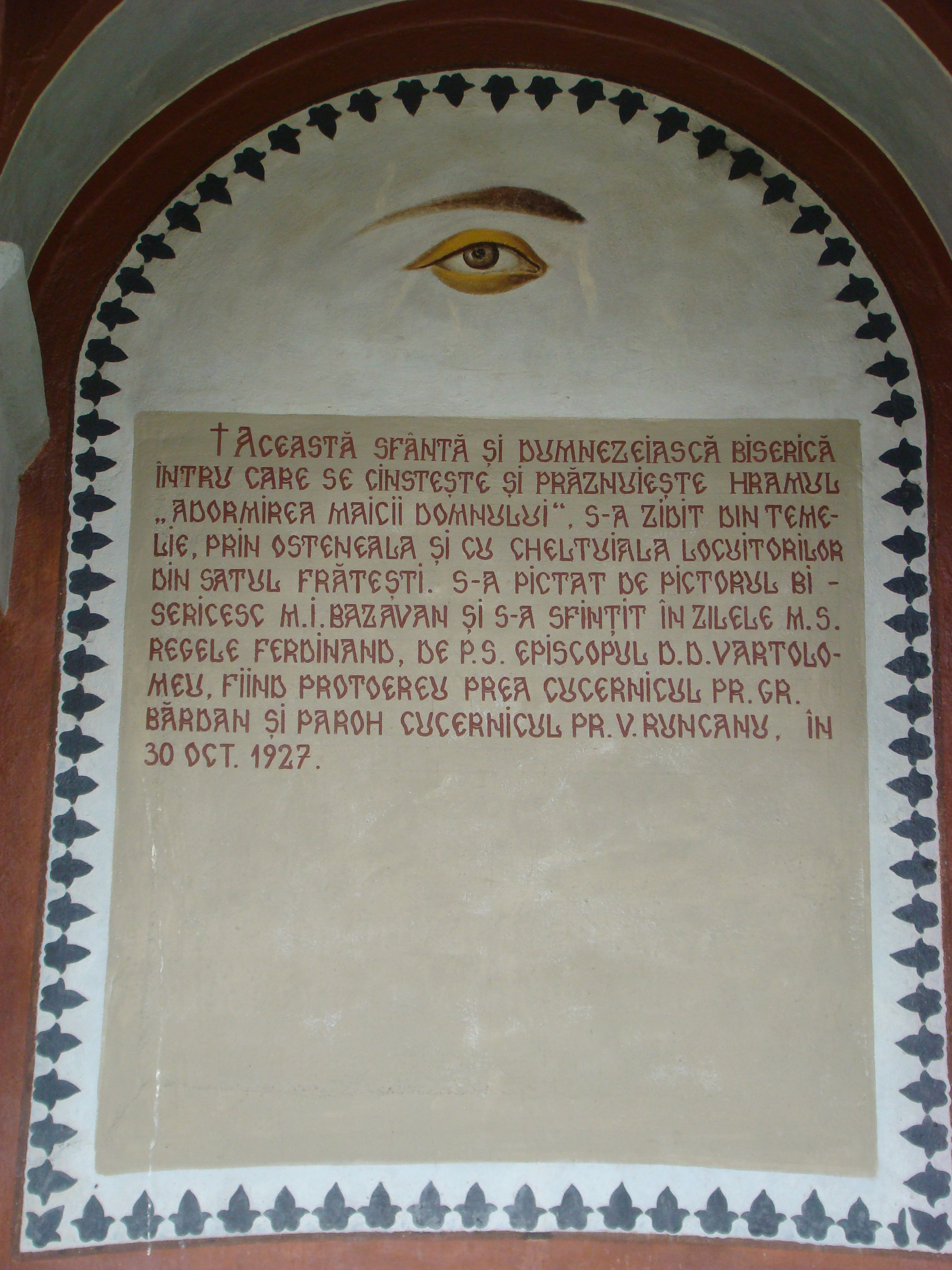
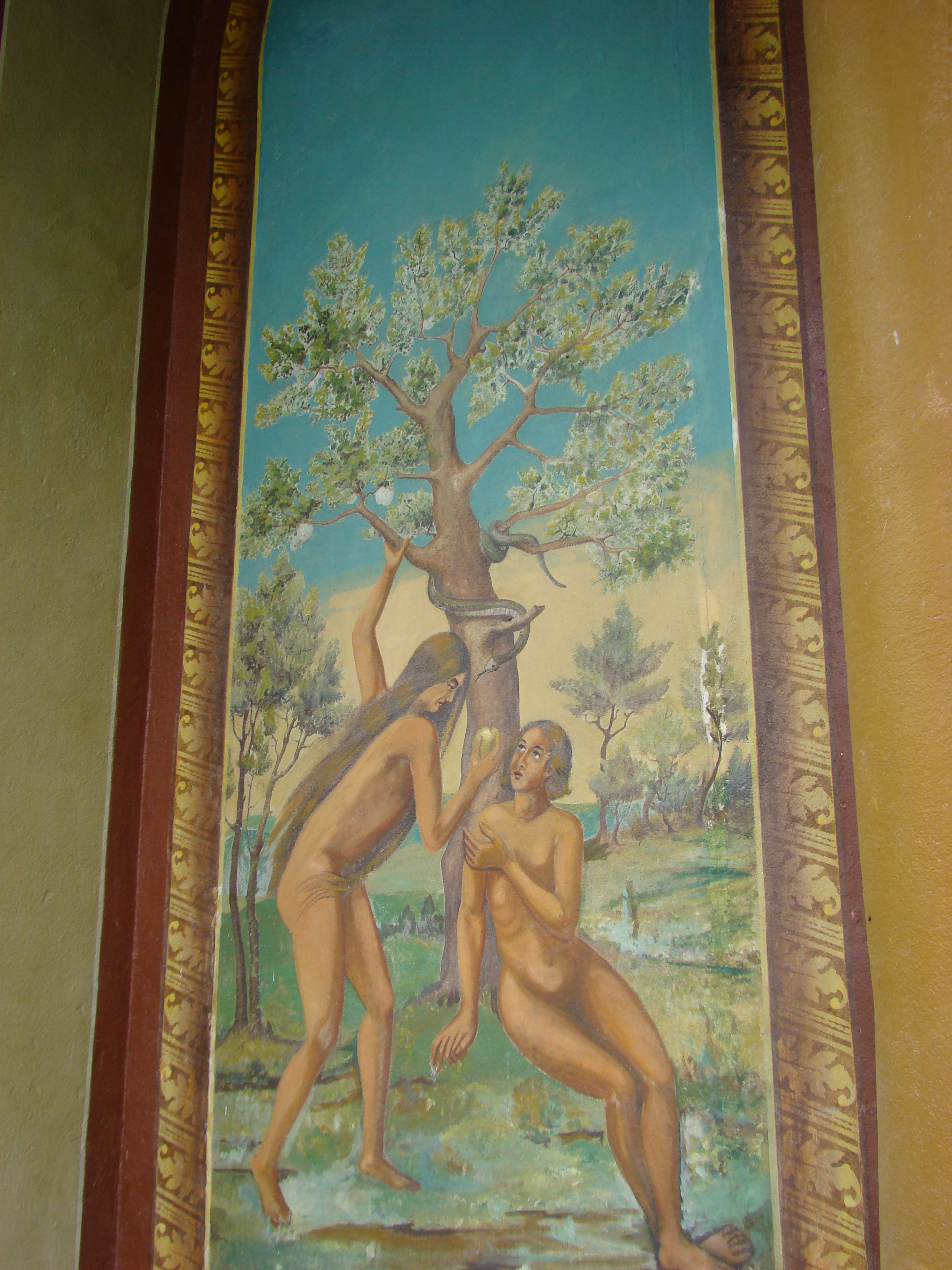
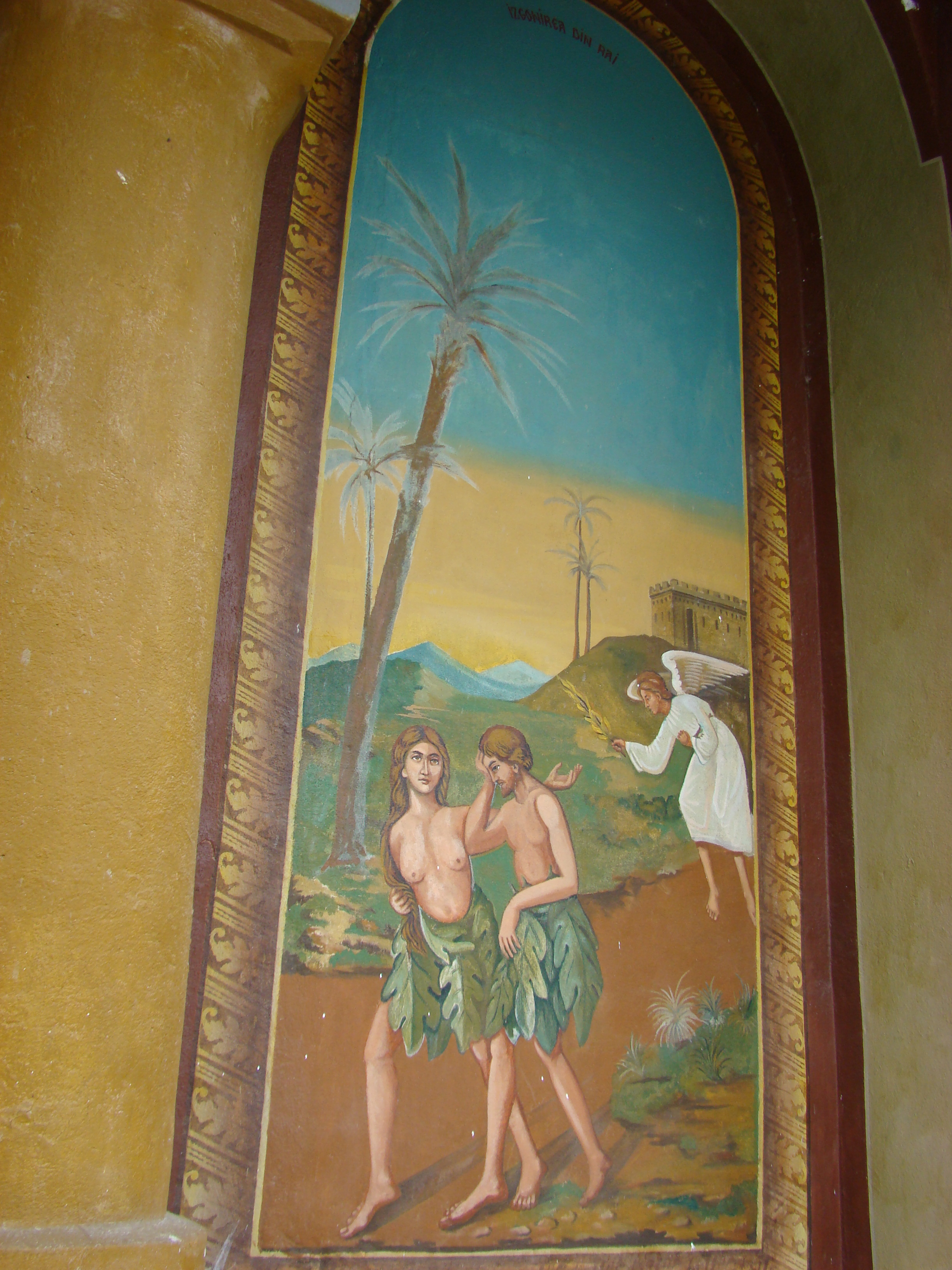
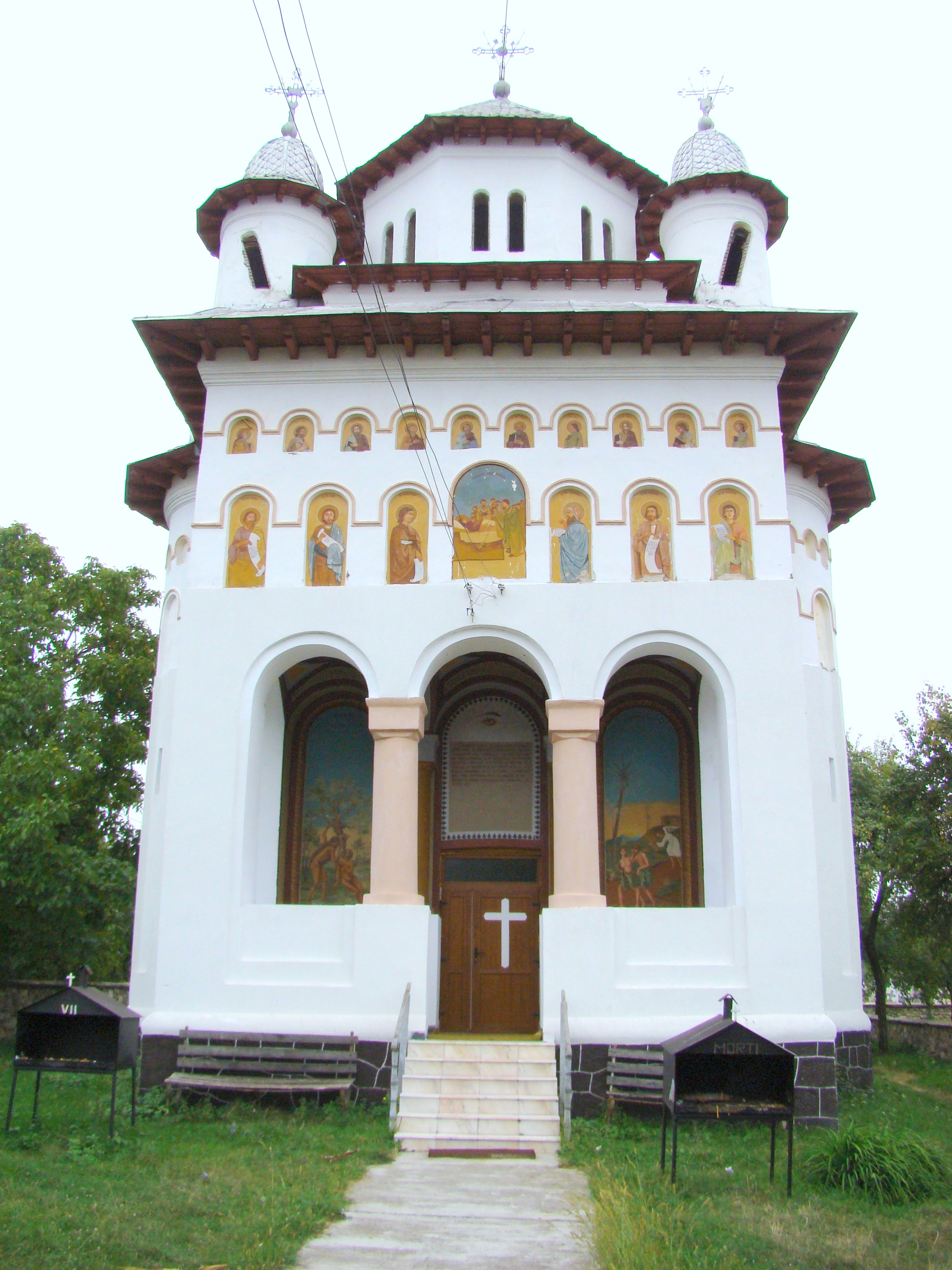

## Imagini din interior

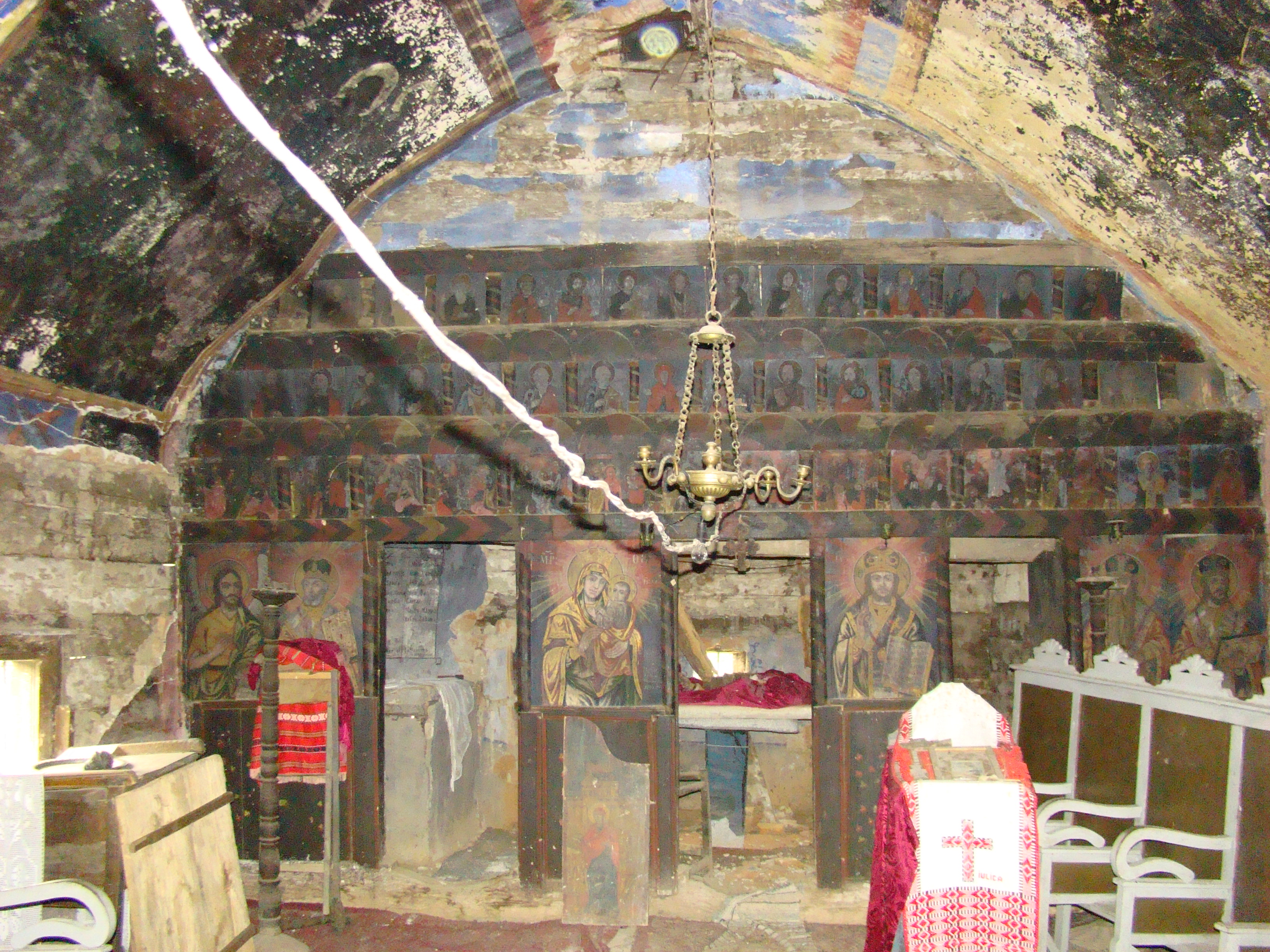
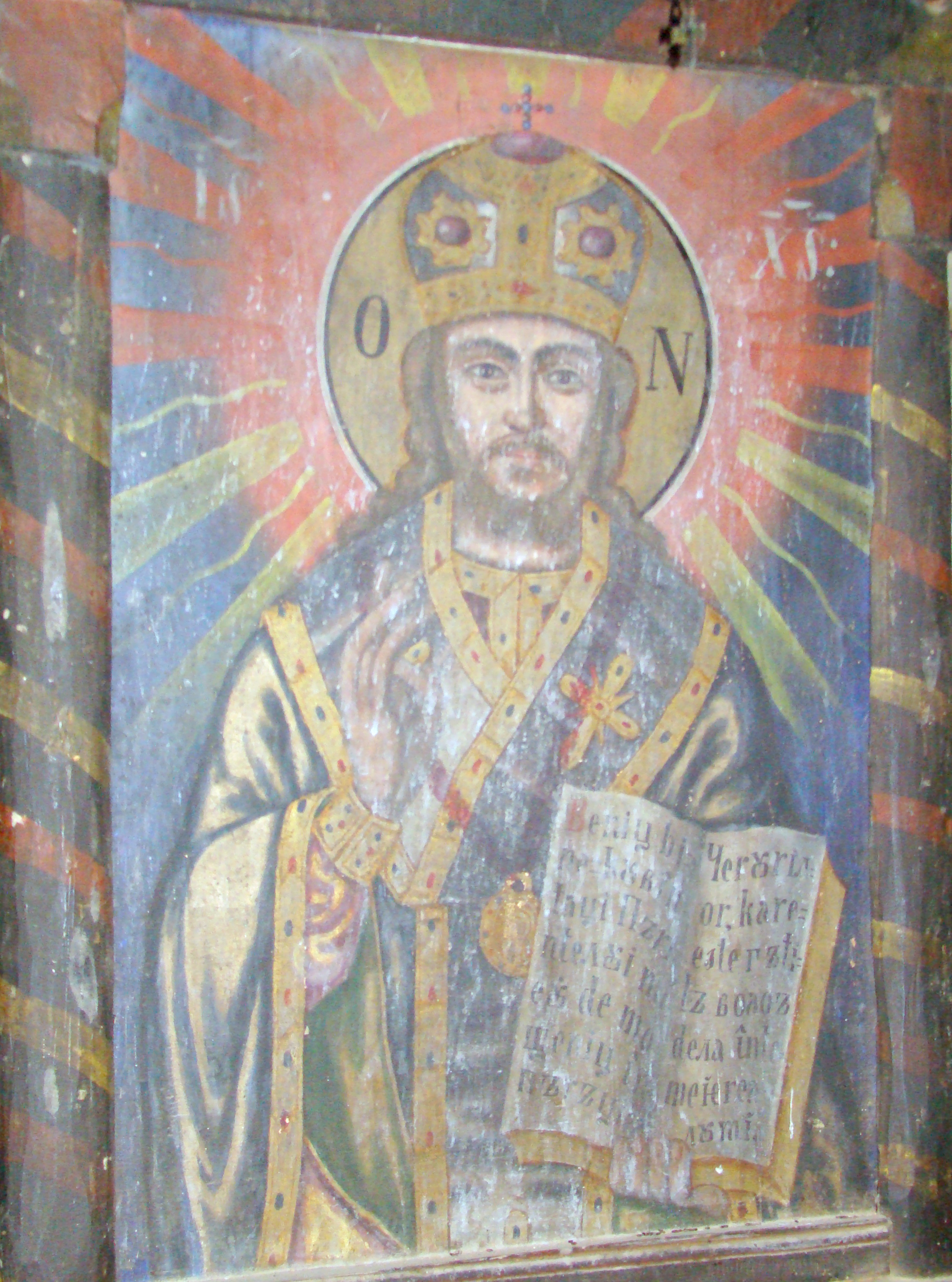
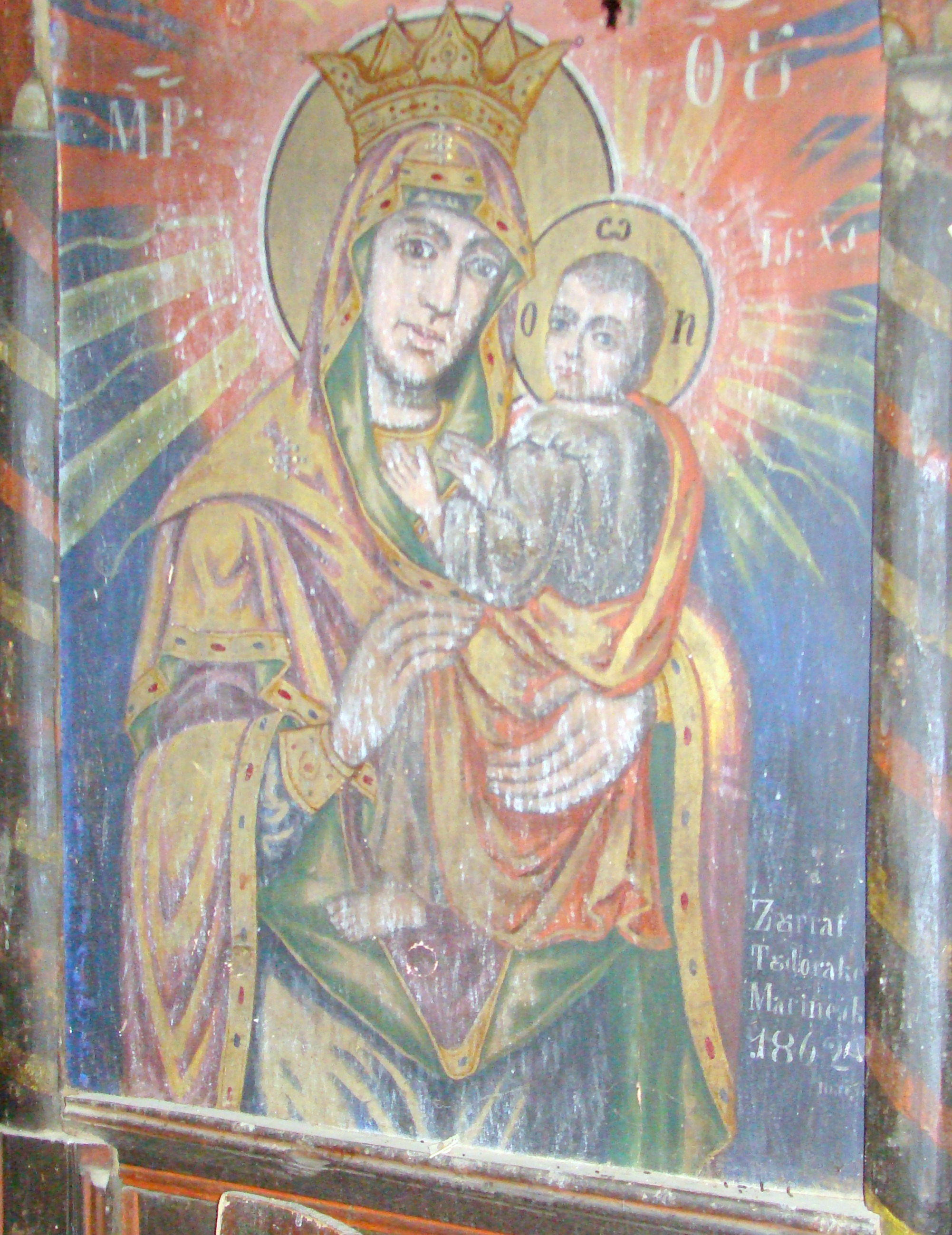
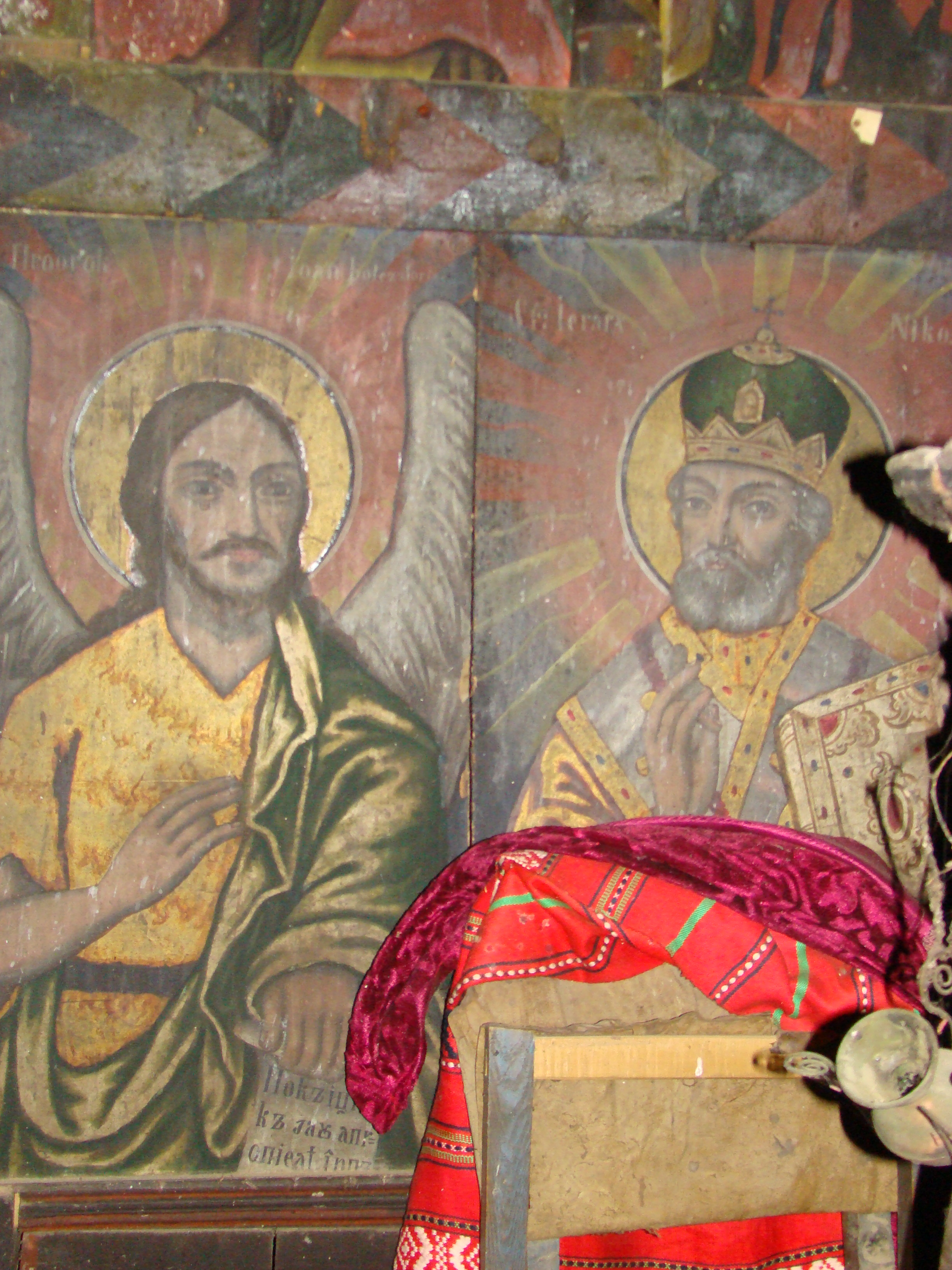
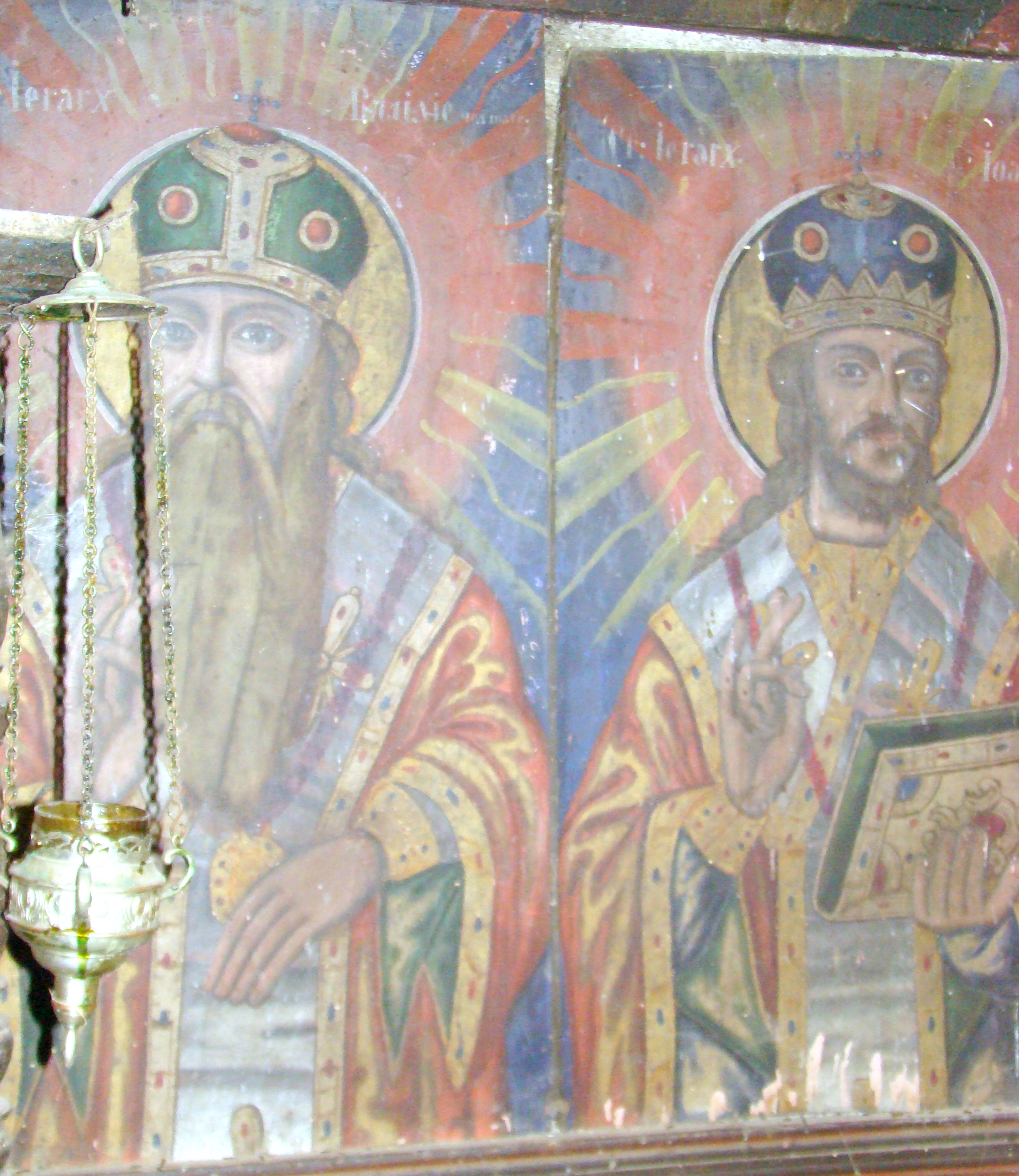
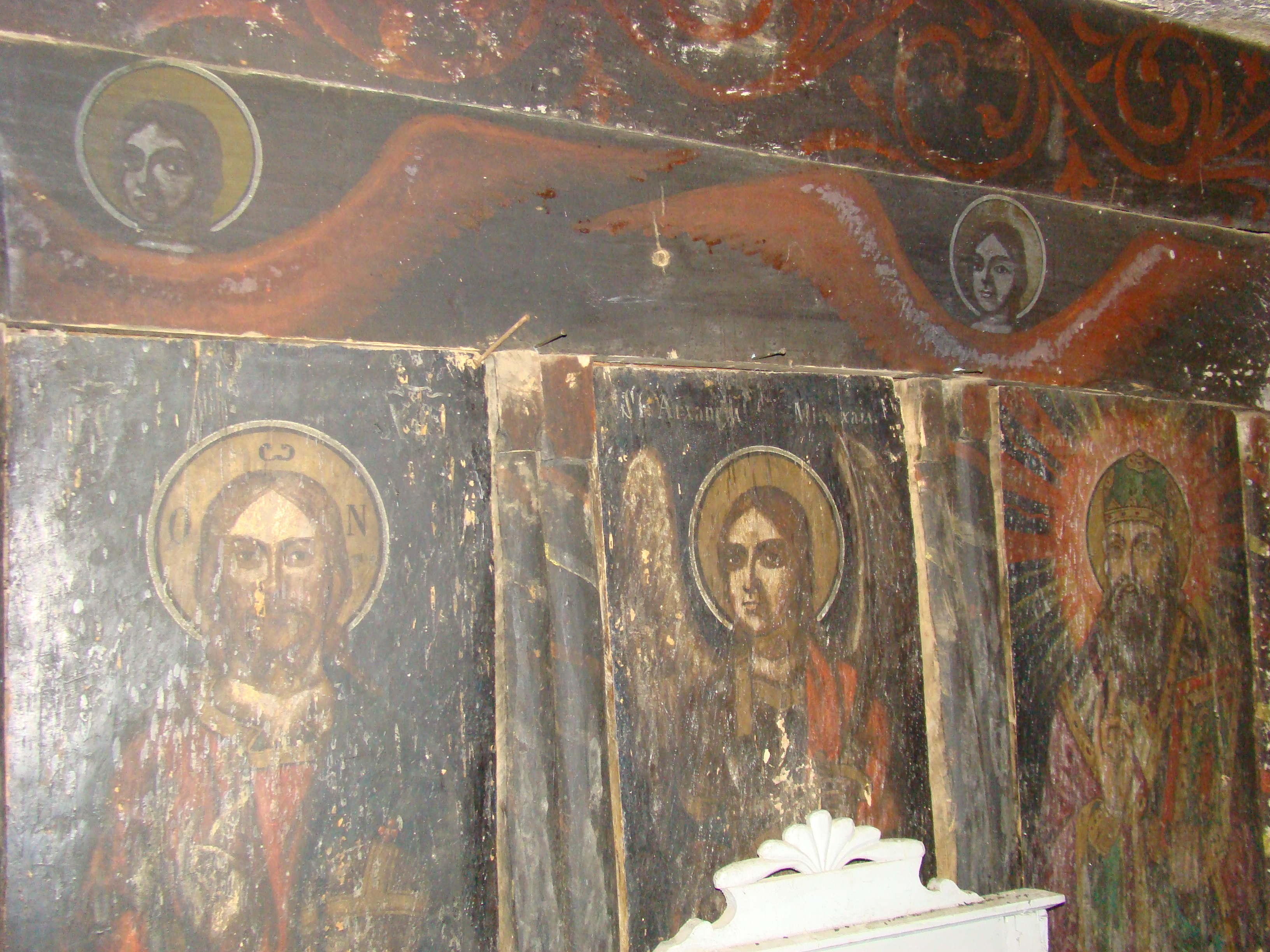
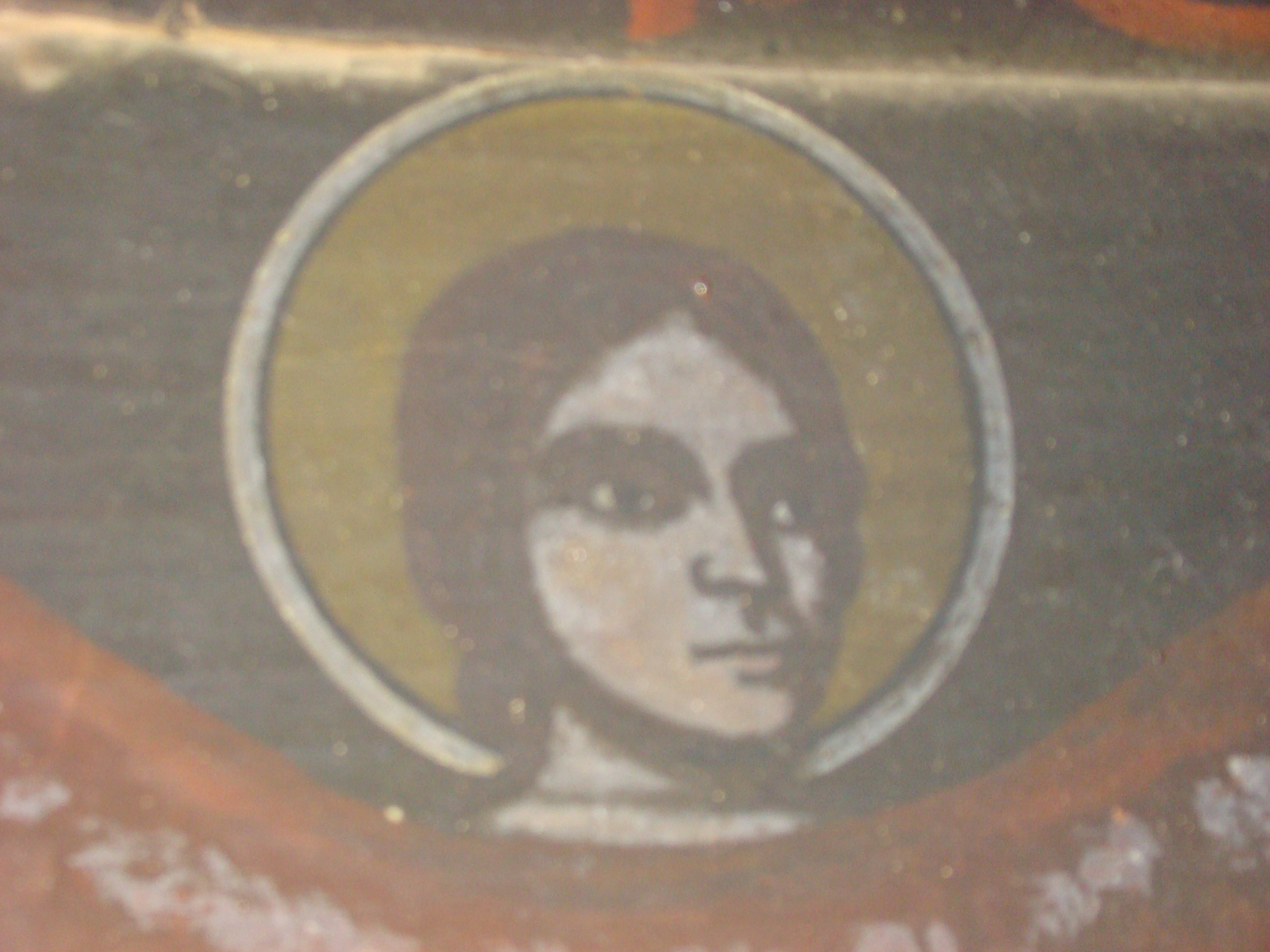
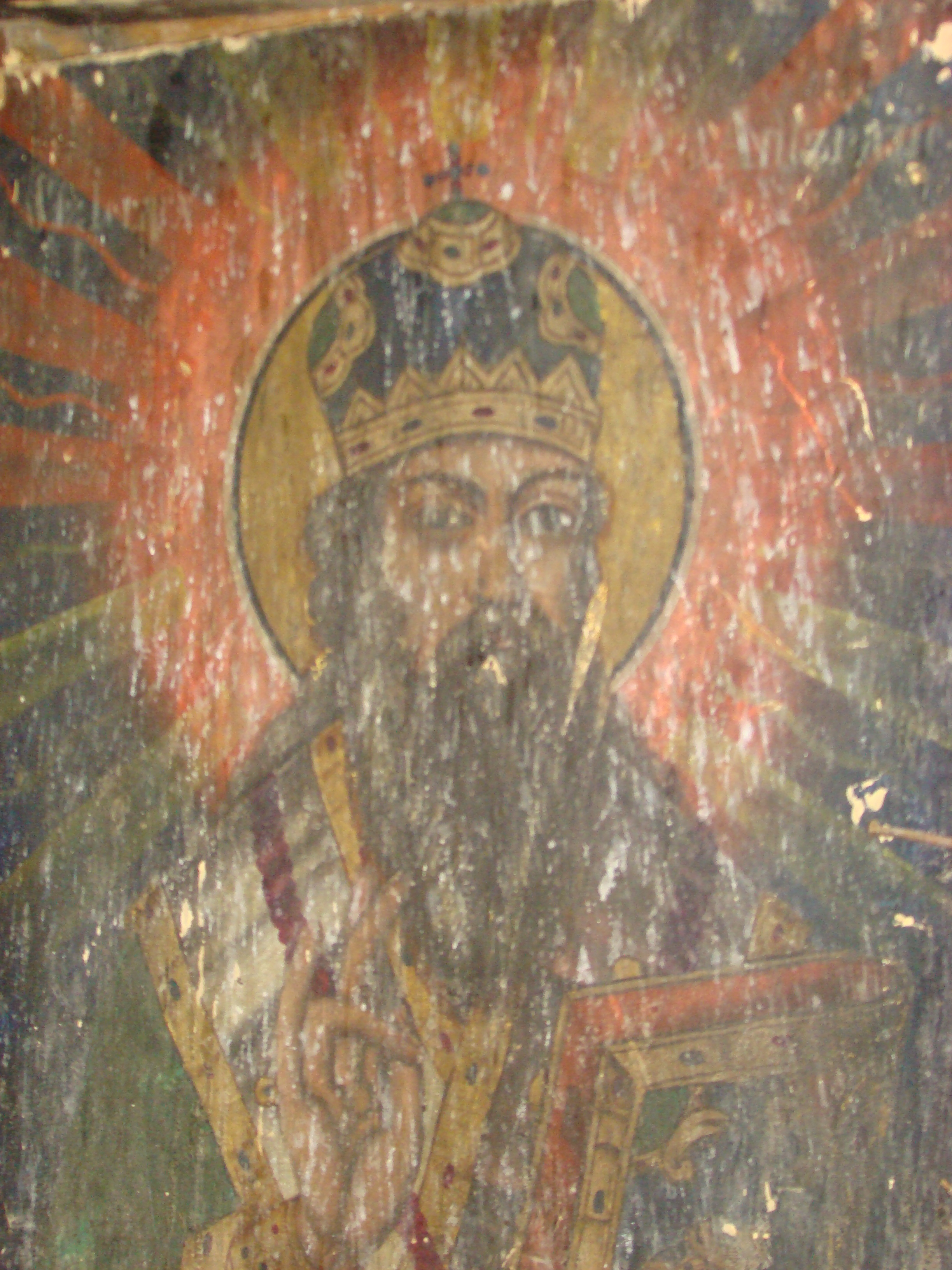
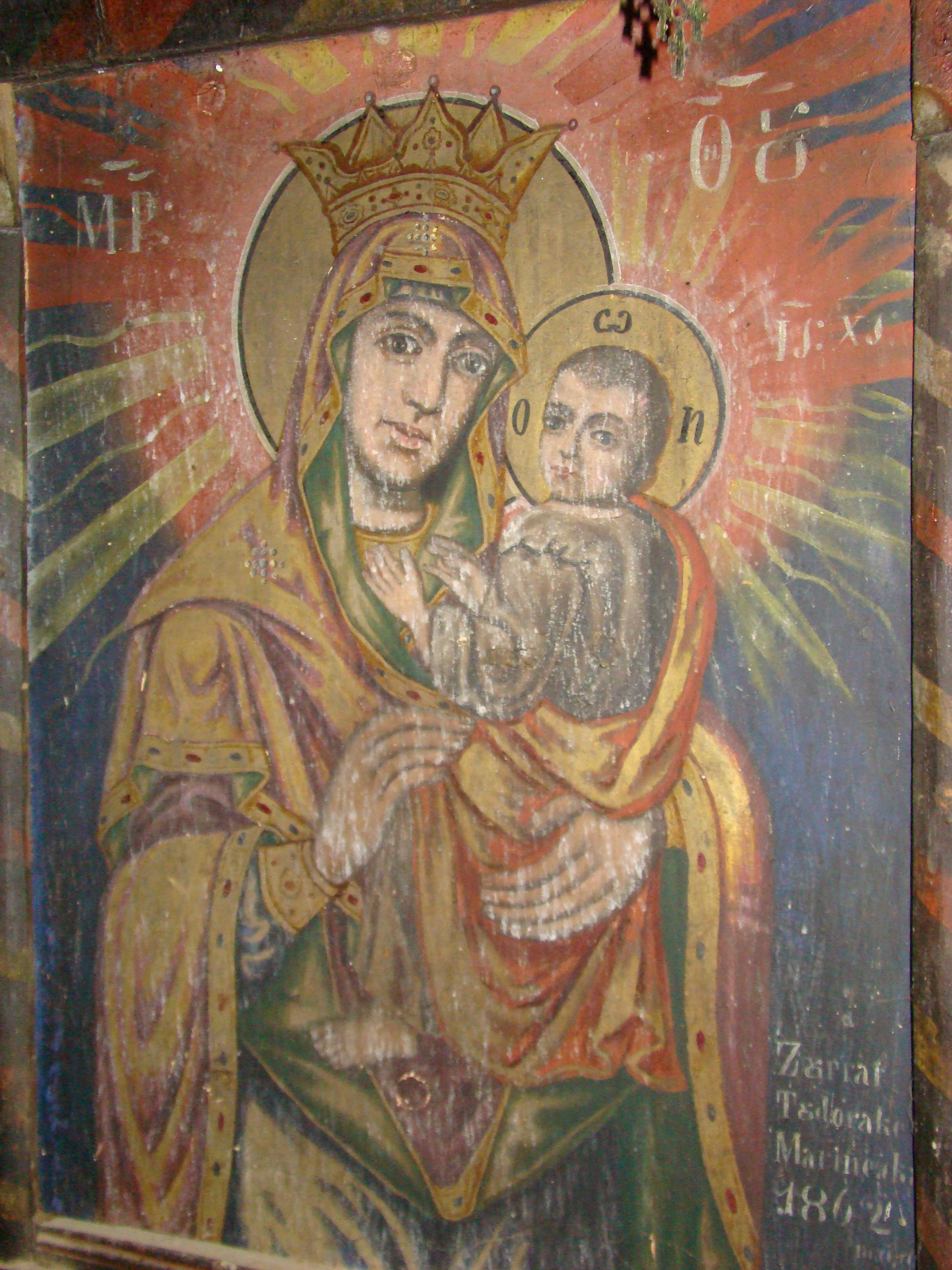
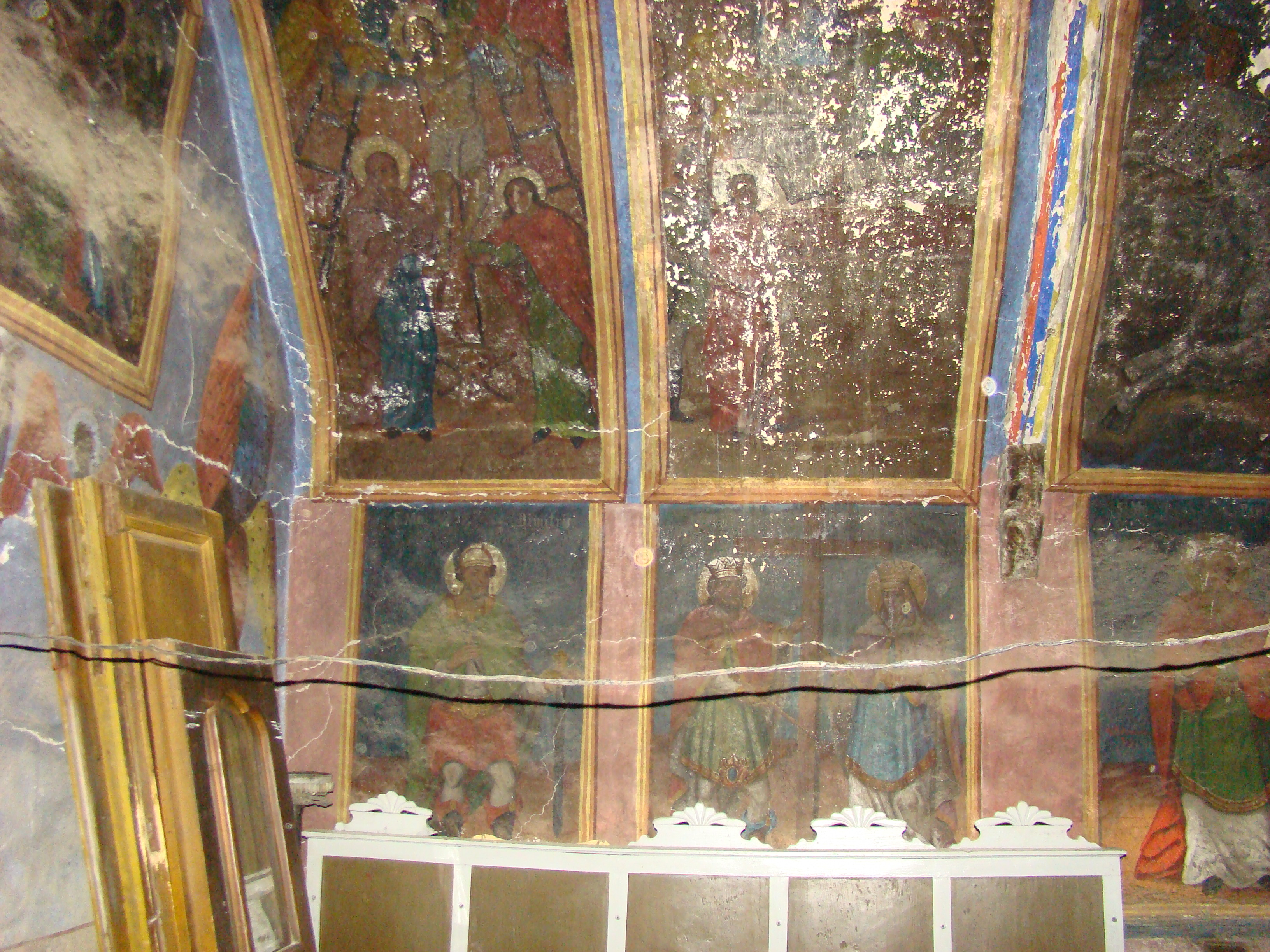
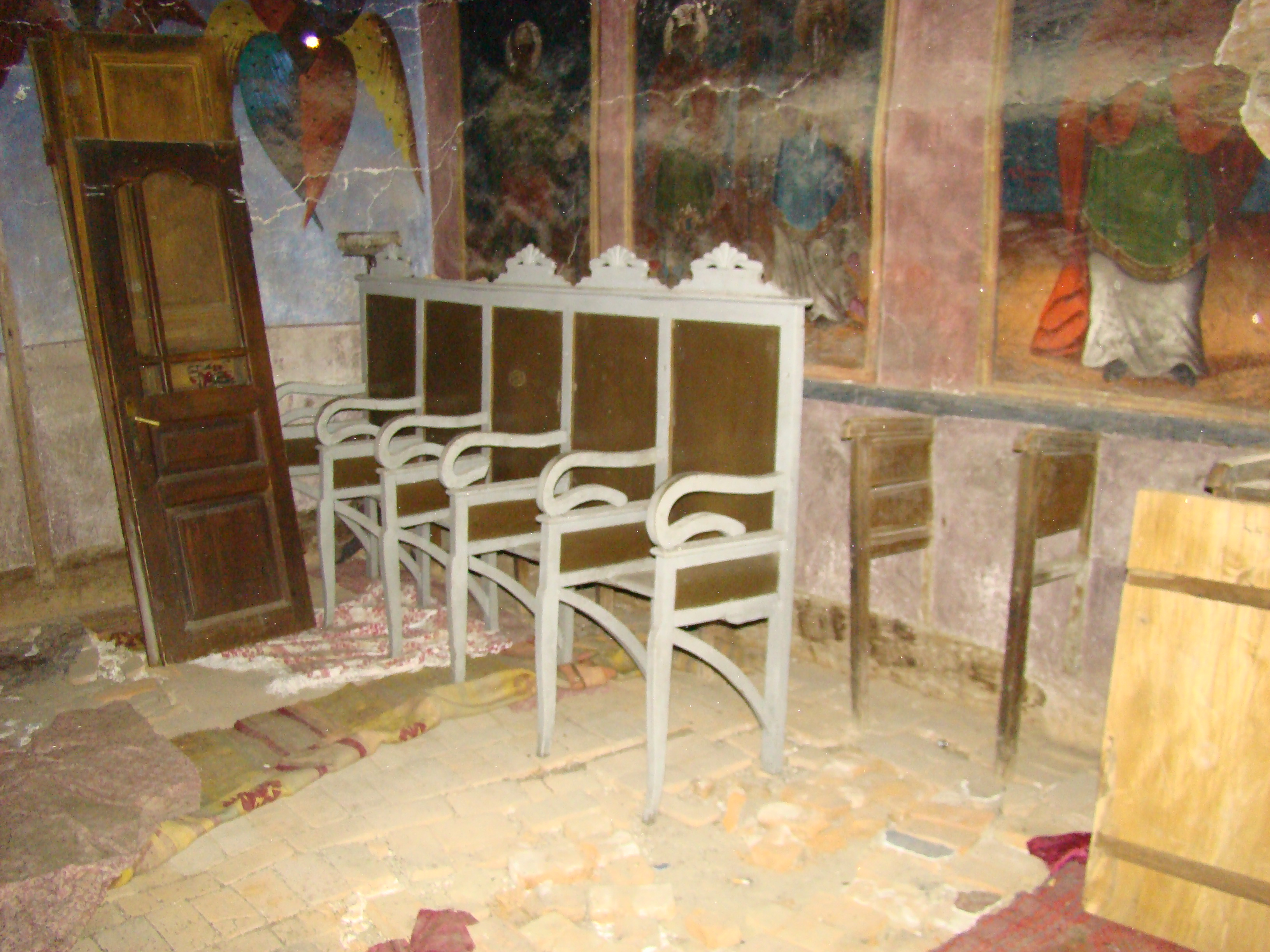
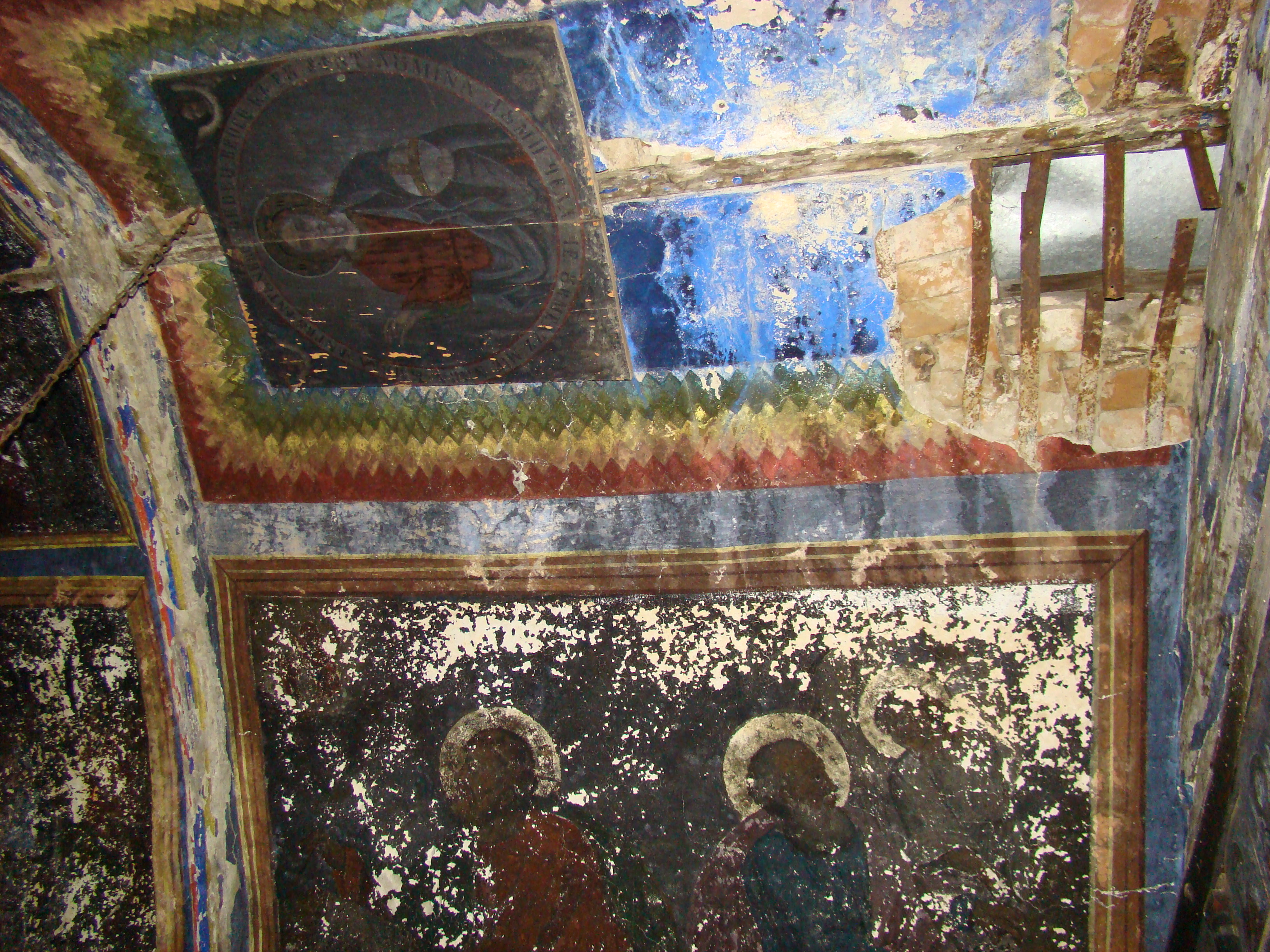
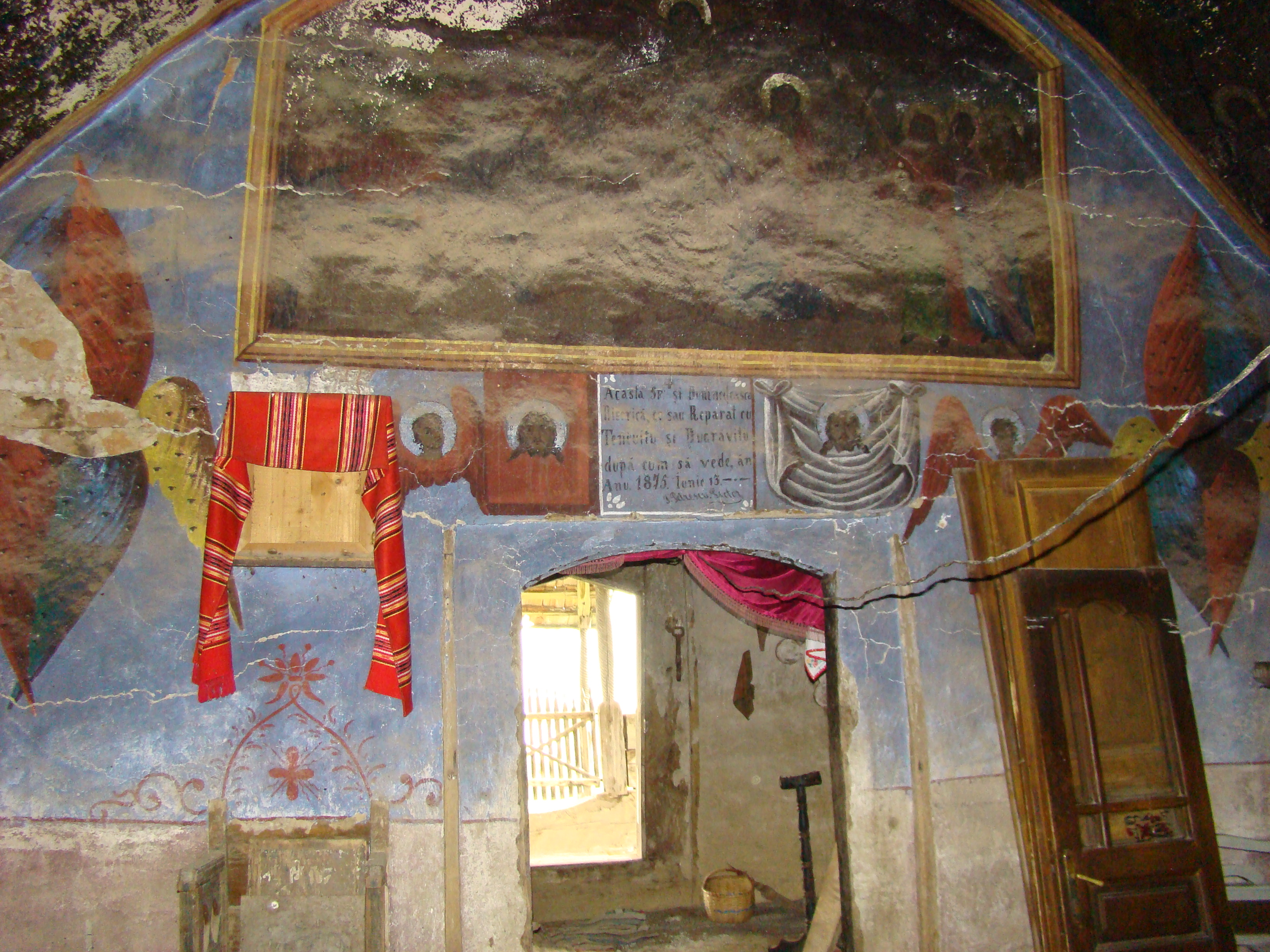
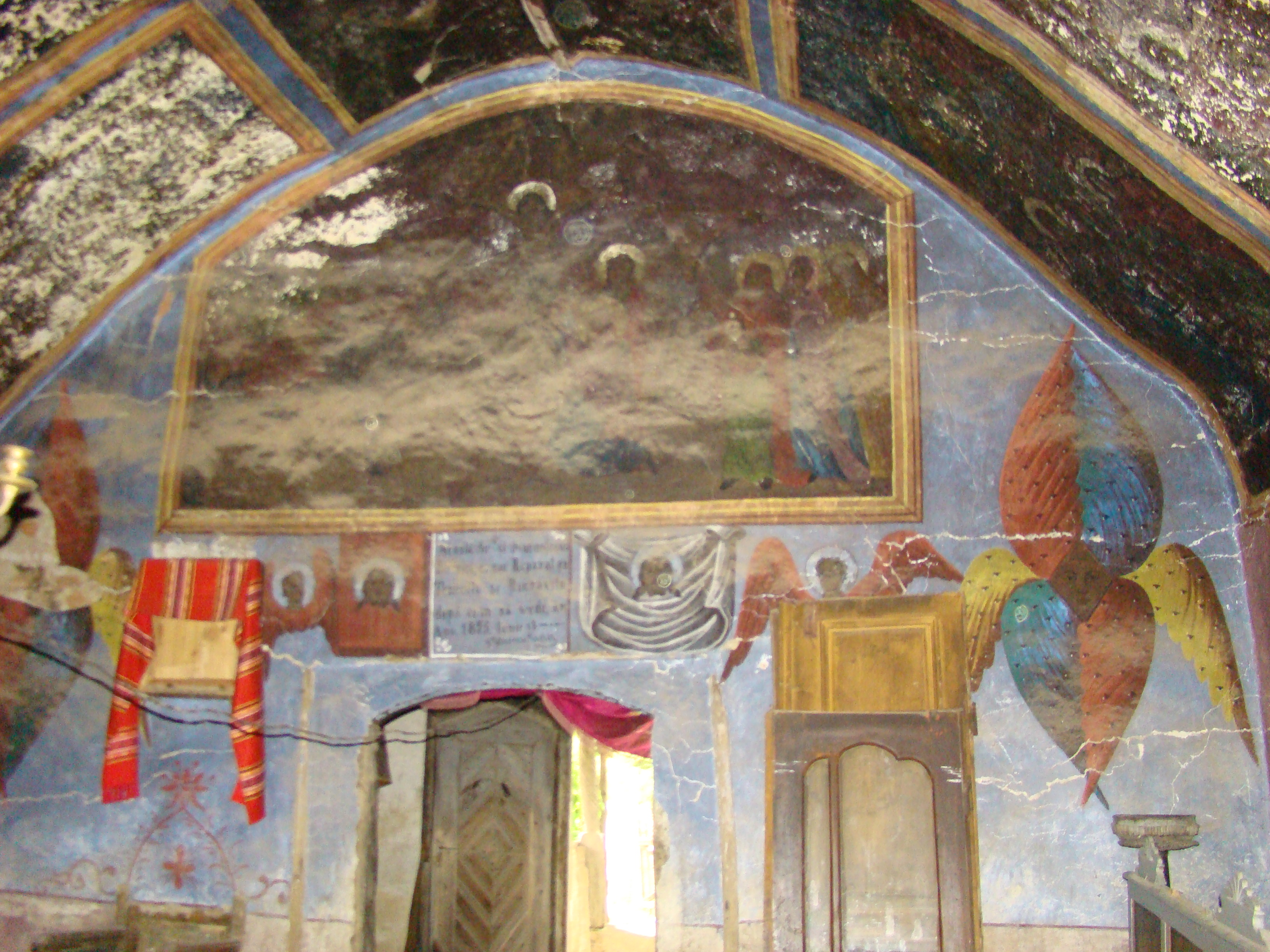
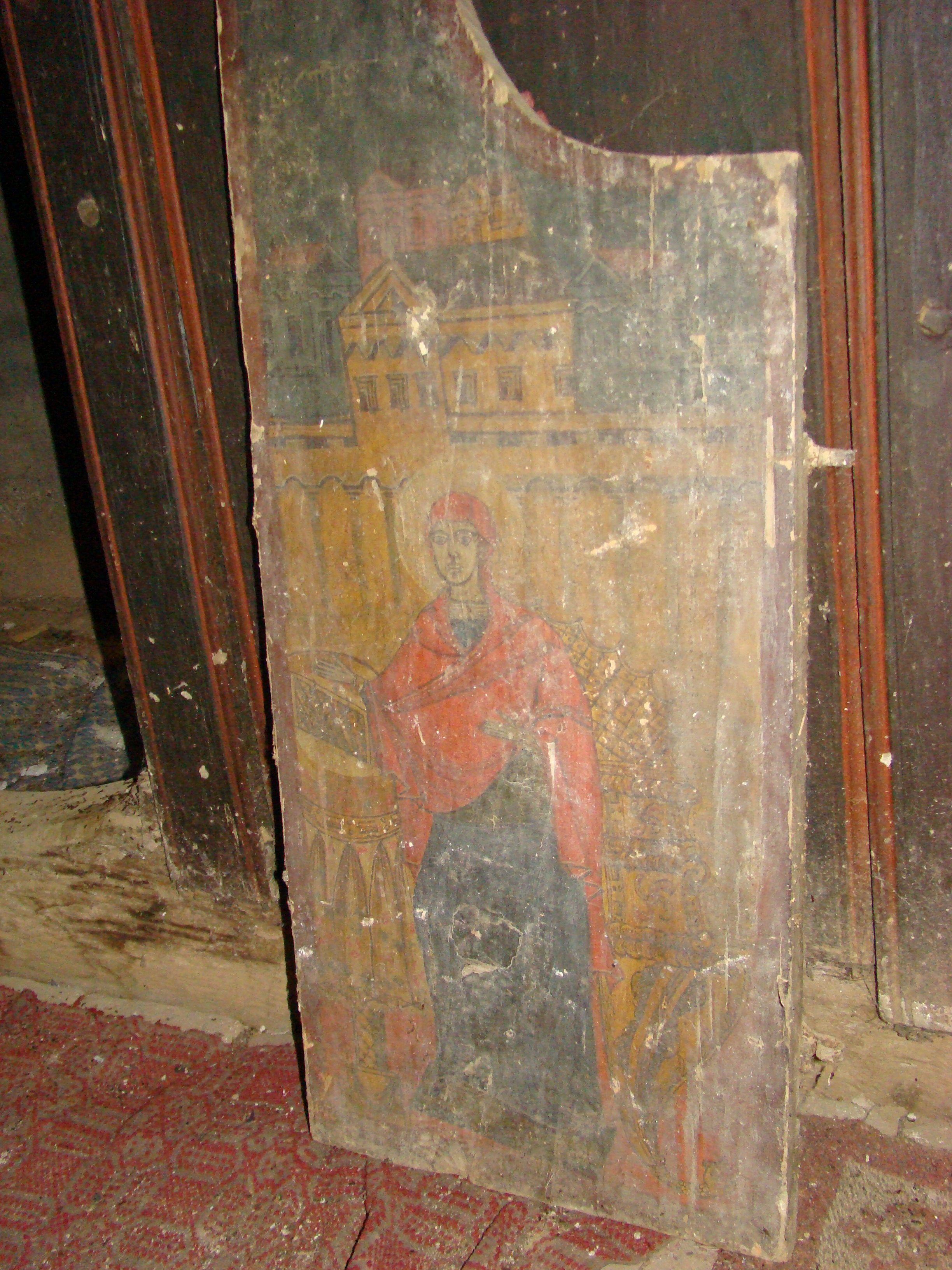
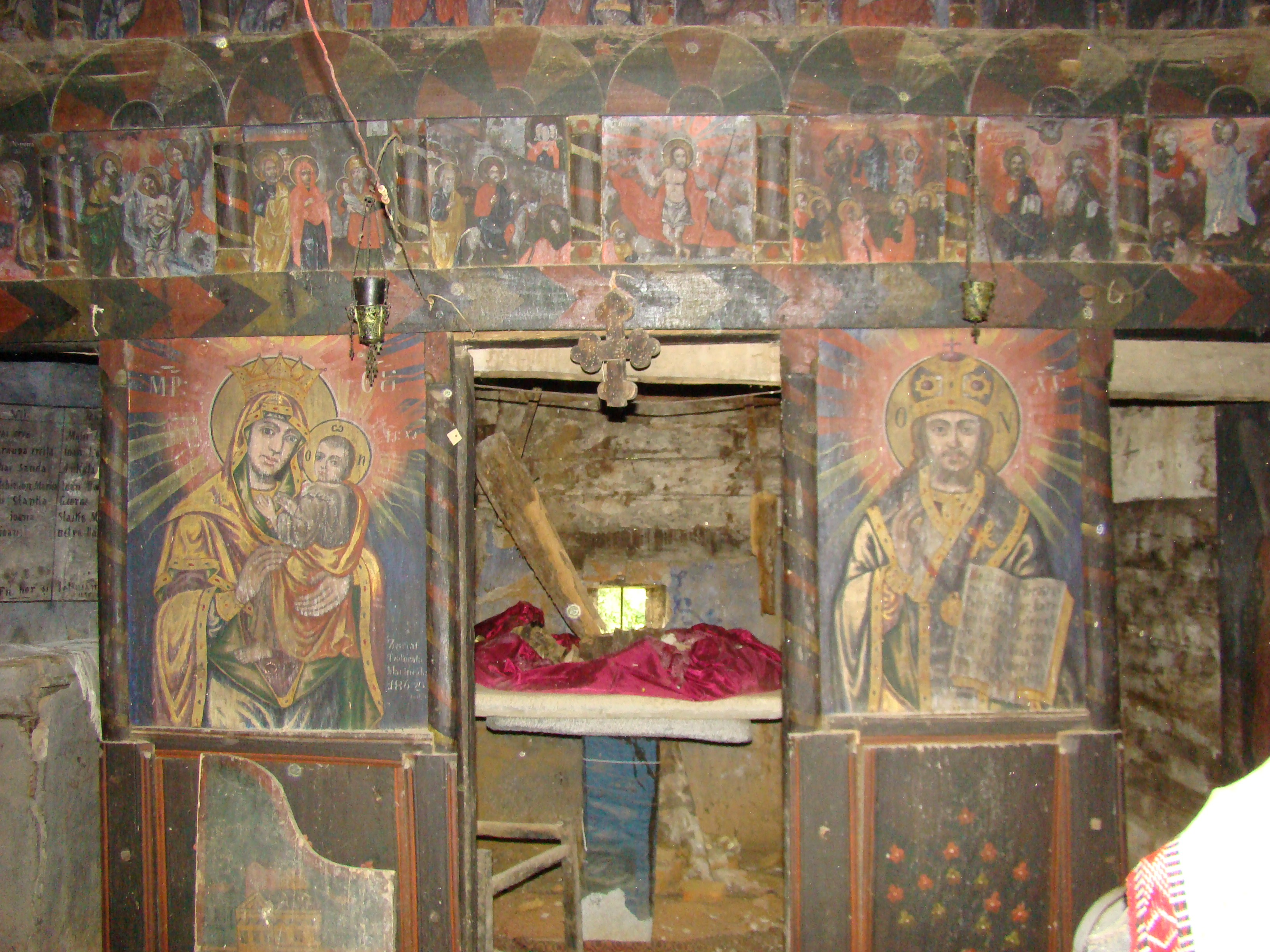
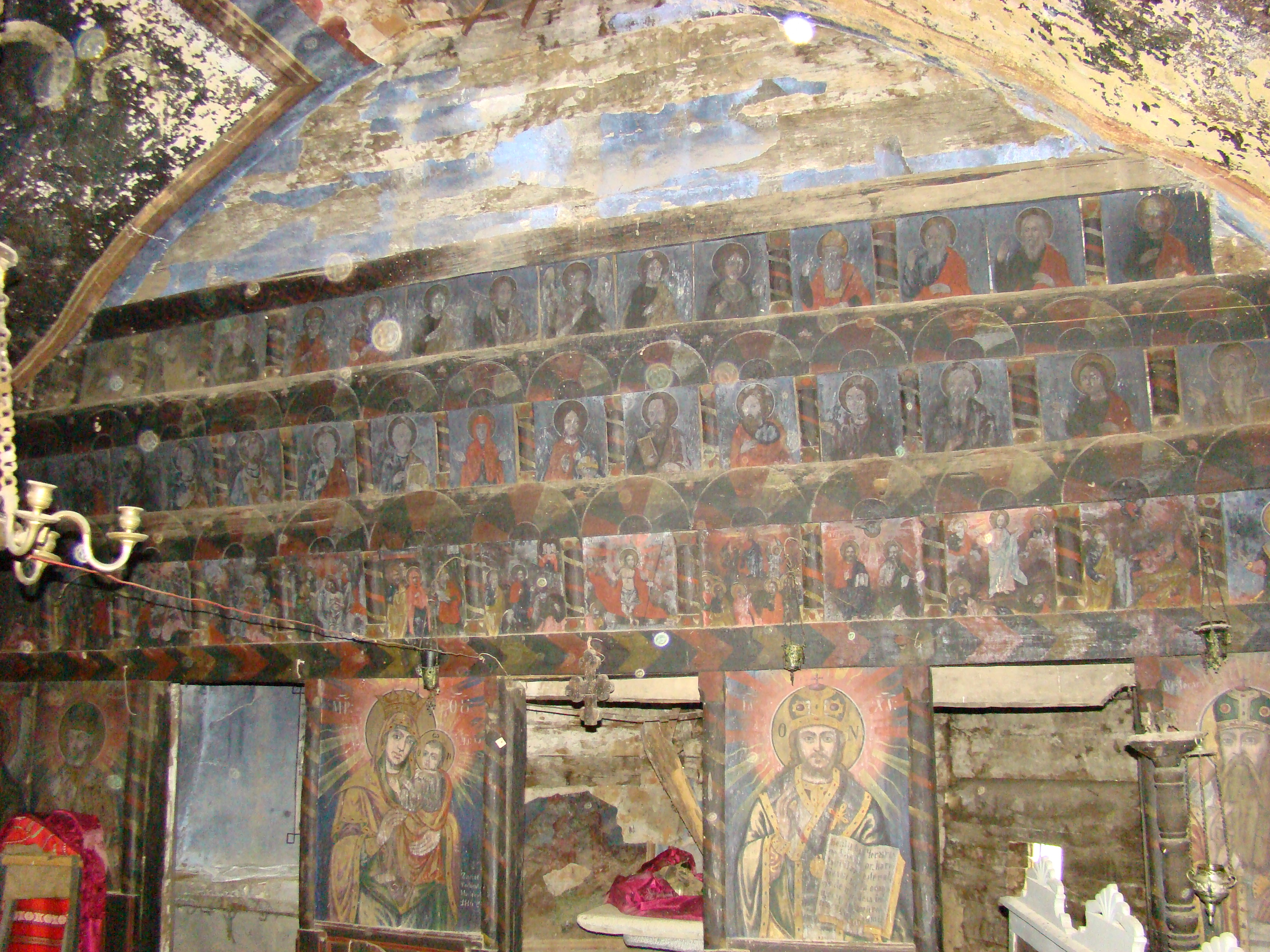
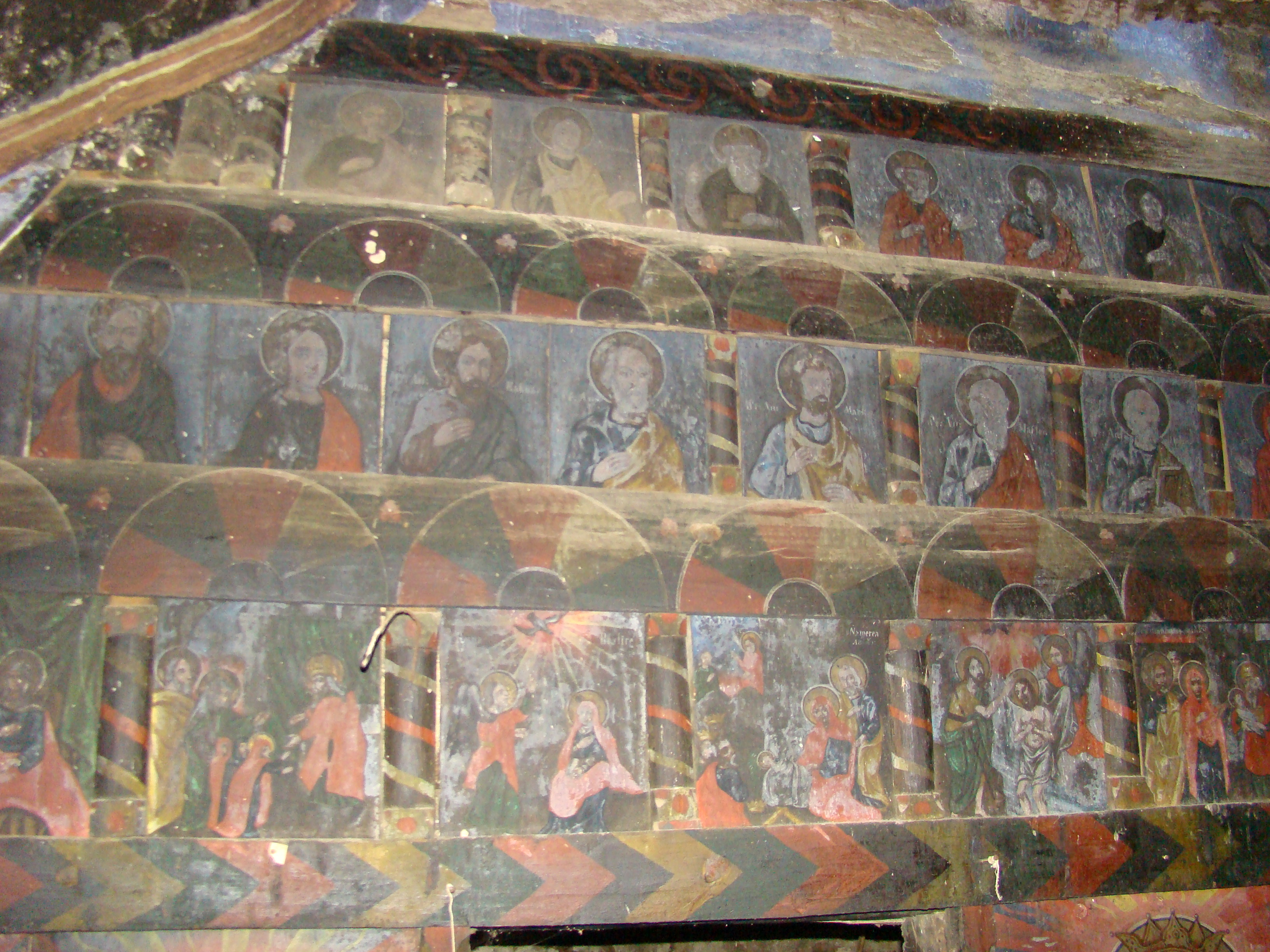
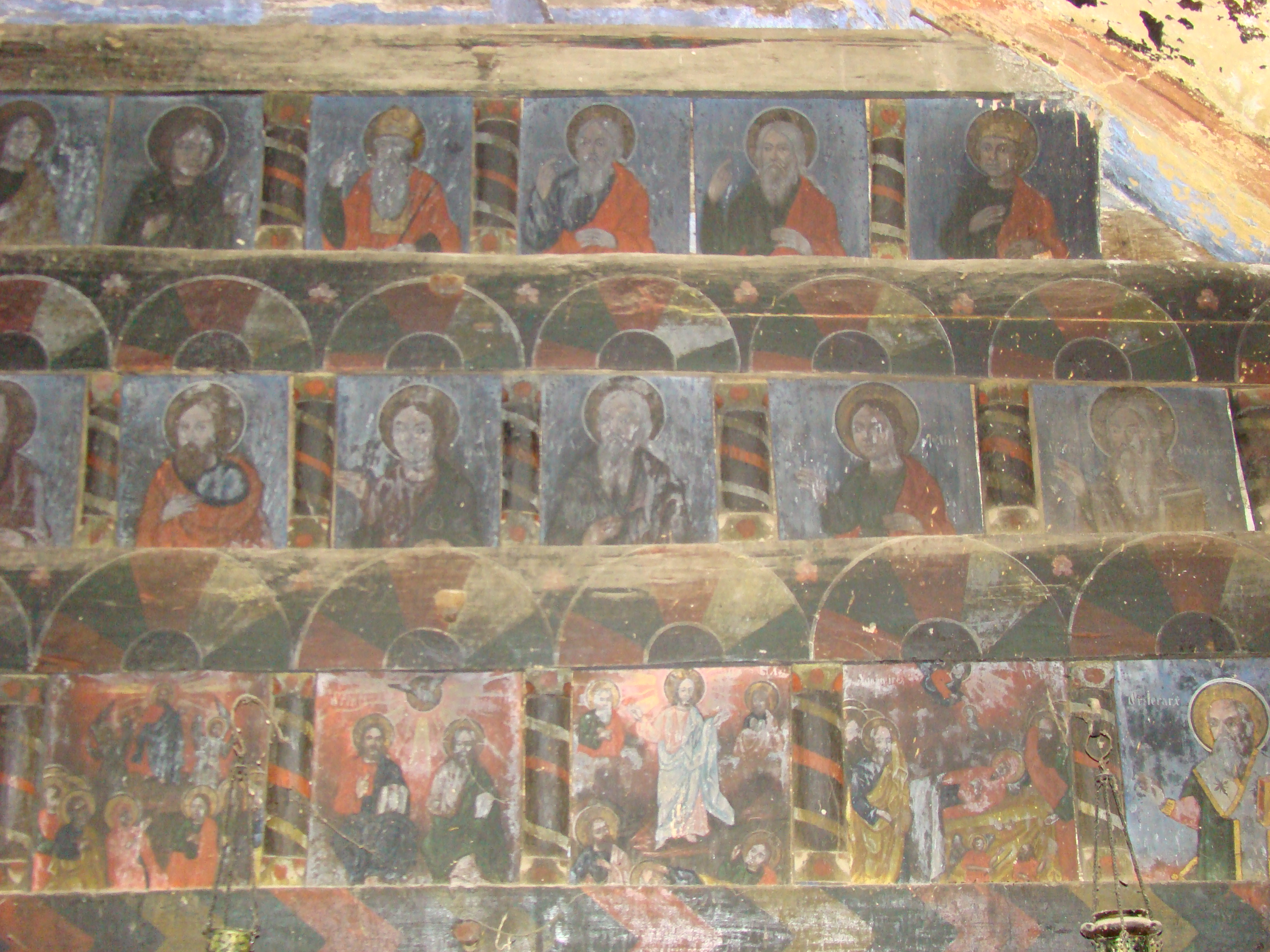
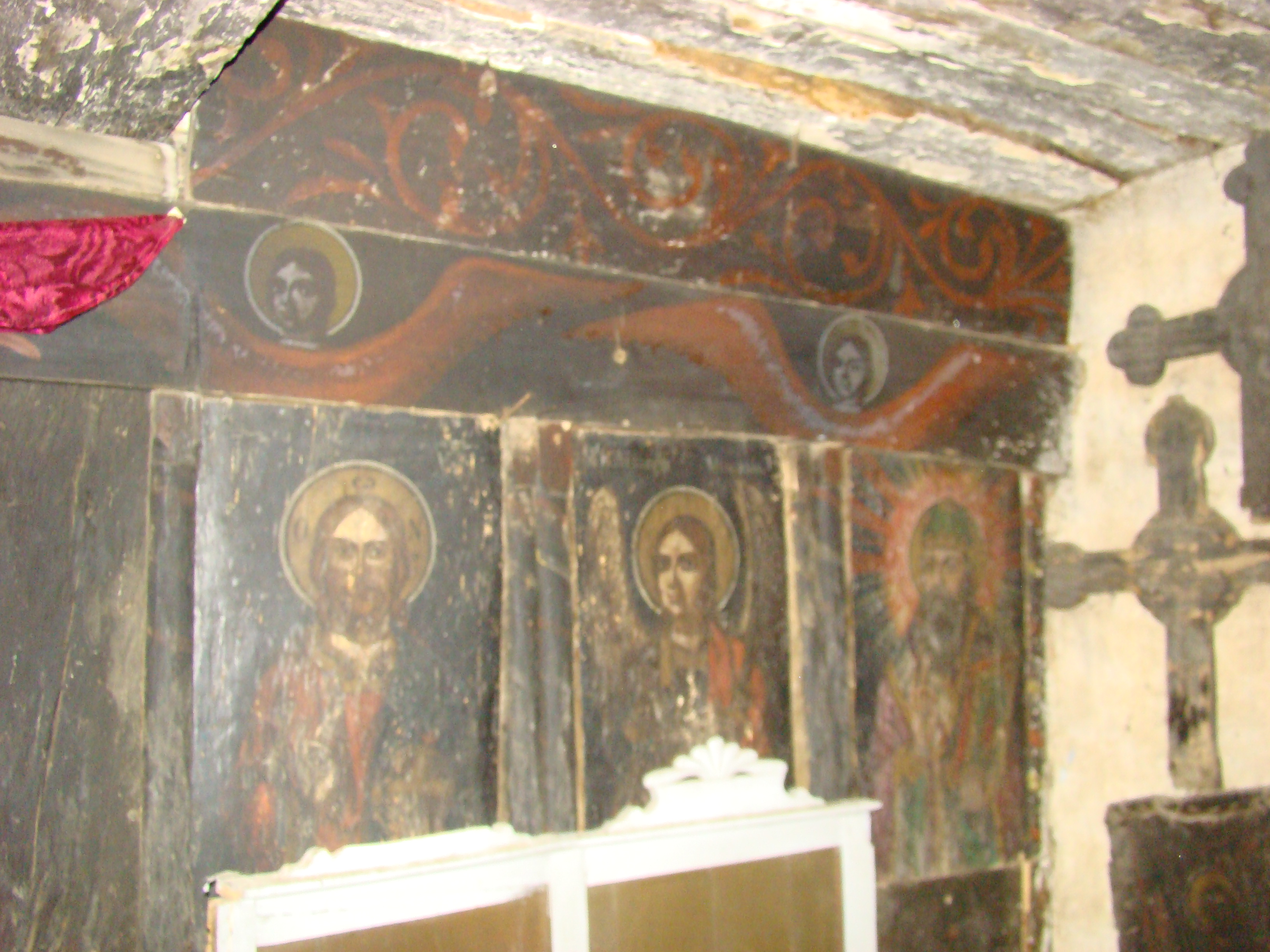
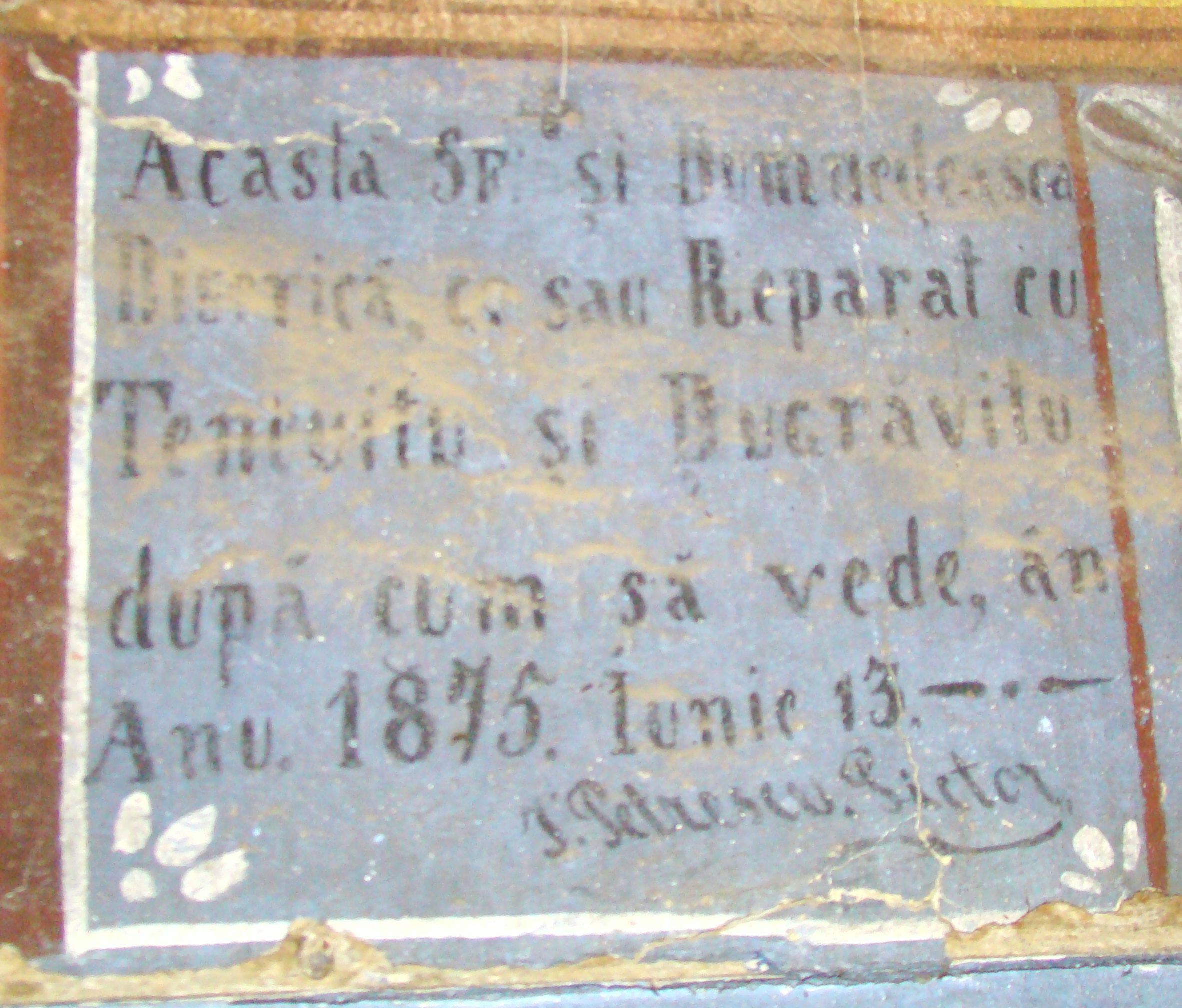